# エルミタージュ美術館
エルミタージュ美術館（エルミタージュびじゅつかん、露: Эрмитаж [ɛrmʲɪˈtaʂ] ( 音声ファイル) エルミターシ、英: Hermitage Museum）は、サンクトペテルブルクにあるロシアの国立美術館。1990年に、サンクトペテルブルク歴史地区と関連建造物群、として世界遺産に包括登録された。

## 名称
ロシア語の正式名称はГосударственный Эрмитаж（国立エルミタージュ）。「エルミタージュ」はフランス語でHermitage、隠遁者／世捨て人の部屋、である。

## 概要
小エルミタージュ (Малый Эрмитаж)、旧エルミタージュ (Старый Эрмитаж)、新エルミタージュ (Новый Эрмитаж)、エルミタージュ劇場 (Эрмитажный театр)、冬宮殿 (Зимний дворец) の5つの建物が一体で構成され、現在本館の冬宮殿はロマノフ朝時代の王宮である。

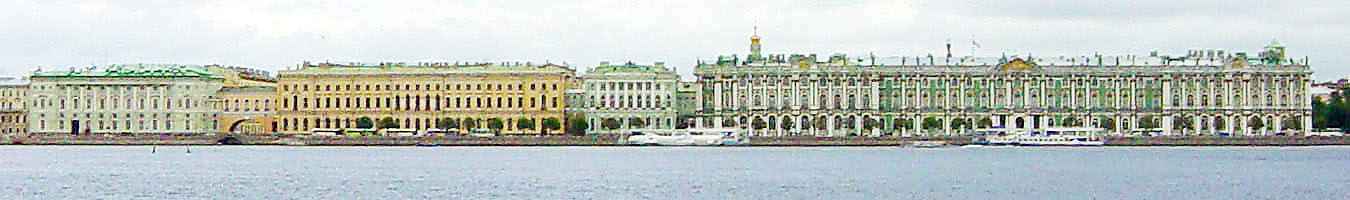
ネヴァ川（観光客が列を作って並ぶ宮殿広場の反対側）から見たエルミタージュ美術館の建物群：左から、エルミタージュ劇場 – 旧エルミタージュ – 小エルミタージュ – 冬宮殿 (新エルミタージュは旧エルミタージュの背後にある。)

## 歴史

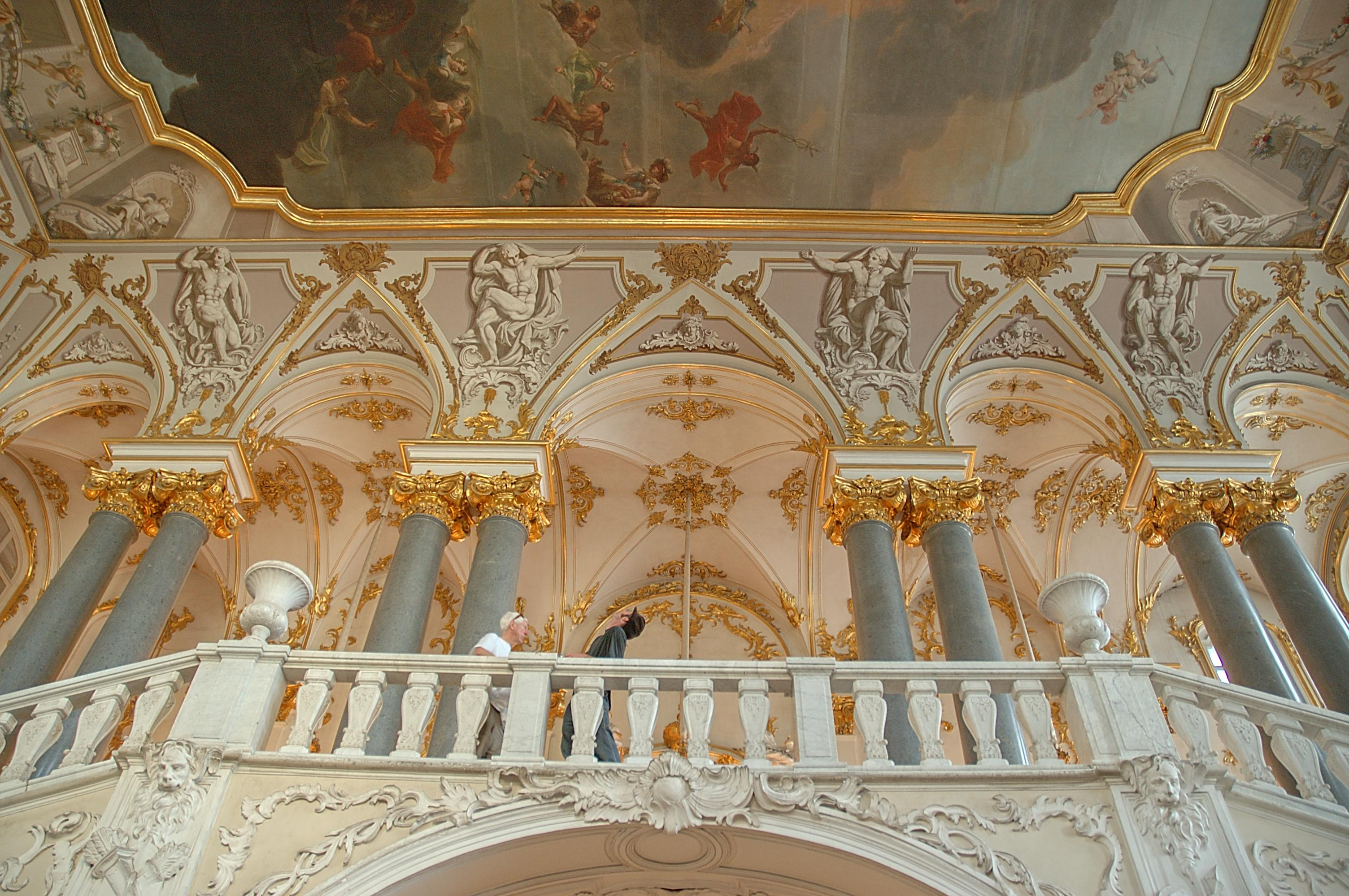
美術館内部

1764年にエカチェリーナ2世はドイツの画商ゴツコフスキーが売り出した美術品を買い取り、エルミタージュ・コレクションが始まる。
エカチェリーナは冬宮殿の隣に自身専用の美術品展示室（小エルミタージュ）を1775年に建てた。エルミタージュは当時のフランス貴族が建てた個人的な離宮を意味し、ヴェルサイユのプチトリアノンなどがある。その後もエカチェリーナのコレクションは増加し、1787年に東隣に増築（旧エルミタージュ）された。エルミタージュ劇場も1786年に建設された。
私的なコレクションであり当初は一般公開されなかったが、アレクサンドル2世当時の1863年に初代館長となったゲデオーノフにより市民も自由に観覧可能となる。前後して新たに施設が増築されて1864年に新エルミタージュが完成した。
1917年のロシア革命後、貴族から没収したコレクションの集積所となった。1918年に、冬宮殿に存在した全ての研究、管理組織を建物共々エルミタージュ美術館として統合が決定された。この統合作業は第二次世界大戦後に完了した。1930年代に外貨の獲得を目的として政府により西側諸国へ所蔵品が売却された。
2014年12月に近接する旧参謀本部の建物を改修して新館を開館し、おもに印象派の作品を展示している。

## 主な所蔵作品

### 絵画
Category:エルミタージュ美術館所蔵の絵画も参照

#### イタリア
- フィリッポ・リッピ 『聖アウグスティヌスの幻視』
- レオナルド・ダ・ヴィンチ 『ブノアの聖母』、『リッタの聖母』
- ラファエロ 『コネスタビレの聖母』、『聖母子と髭のない聖ヨセフ』
- ジョルジョーネ 『ユディト』
- フランチェスコ・メルツィ『フローラ』
- ティツィアーノ 『ダナエ』、『悔悛するマグダラのマリア』、『祝福するキリスト』、『聖セバスティアヌス』
- カラヴァッジオ『リュート奏者』
- アンニーバレ・カラッチ『キリストの墓を訪れた三人のマリア』、『エジプト逃避途上の休息』
- グエルチーノ『聖母被昇天』、『聖カタリナの殉教』

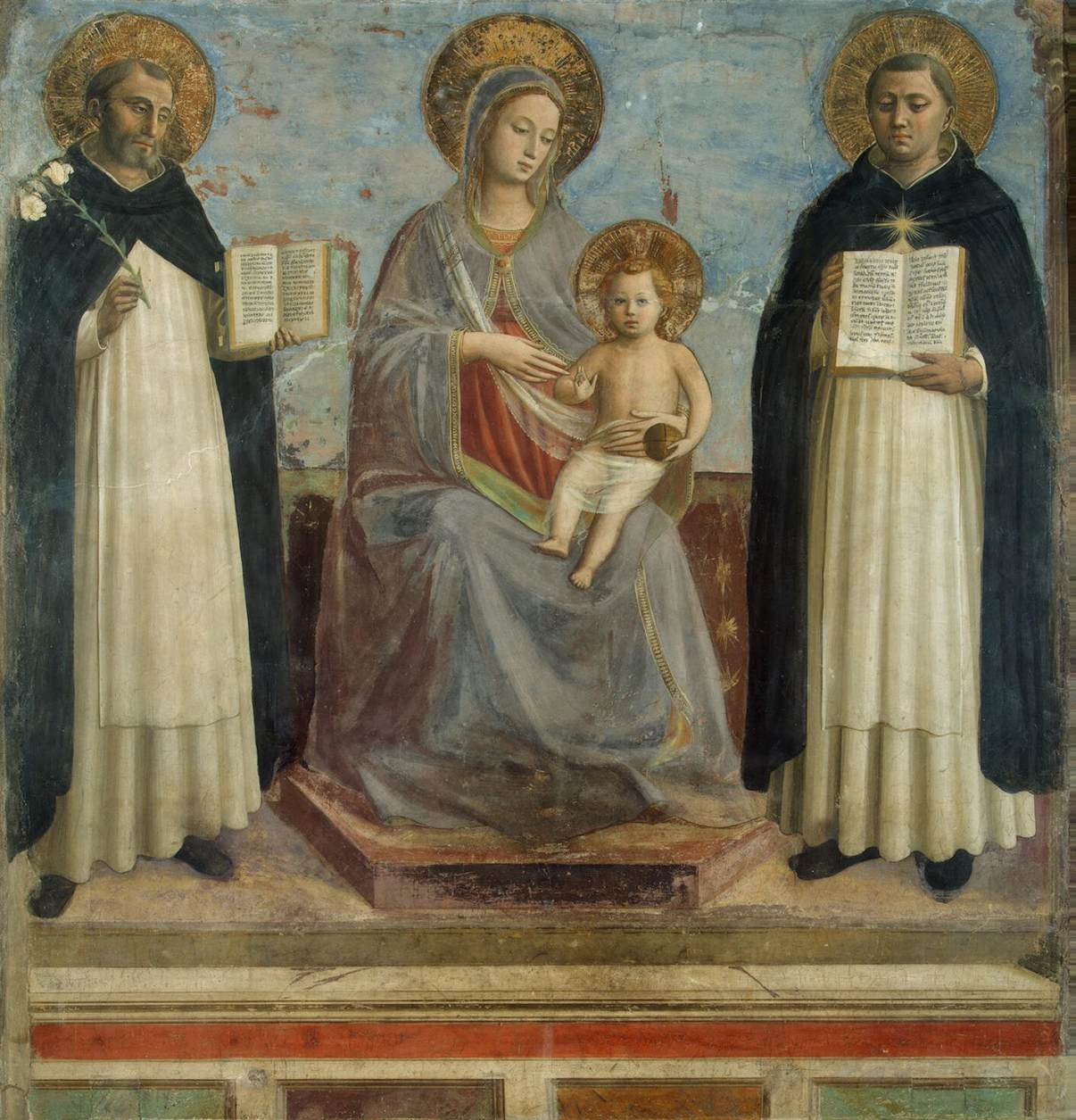
フラ・アンジェリコ『聖母子と聖ドミニクス、聖トマス・アクィナス』1435年頃
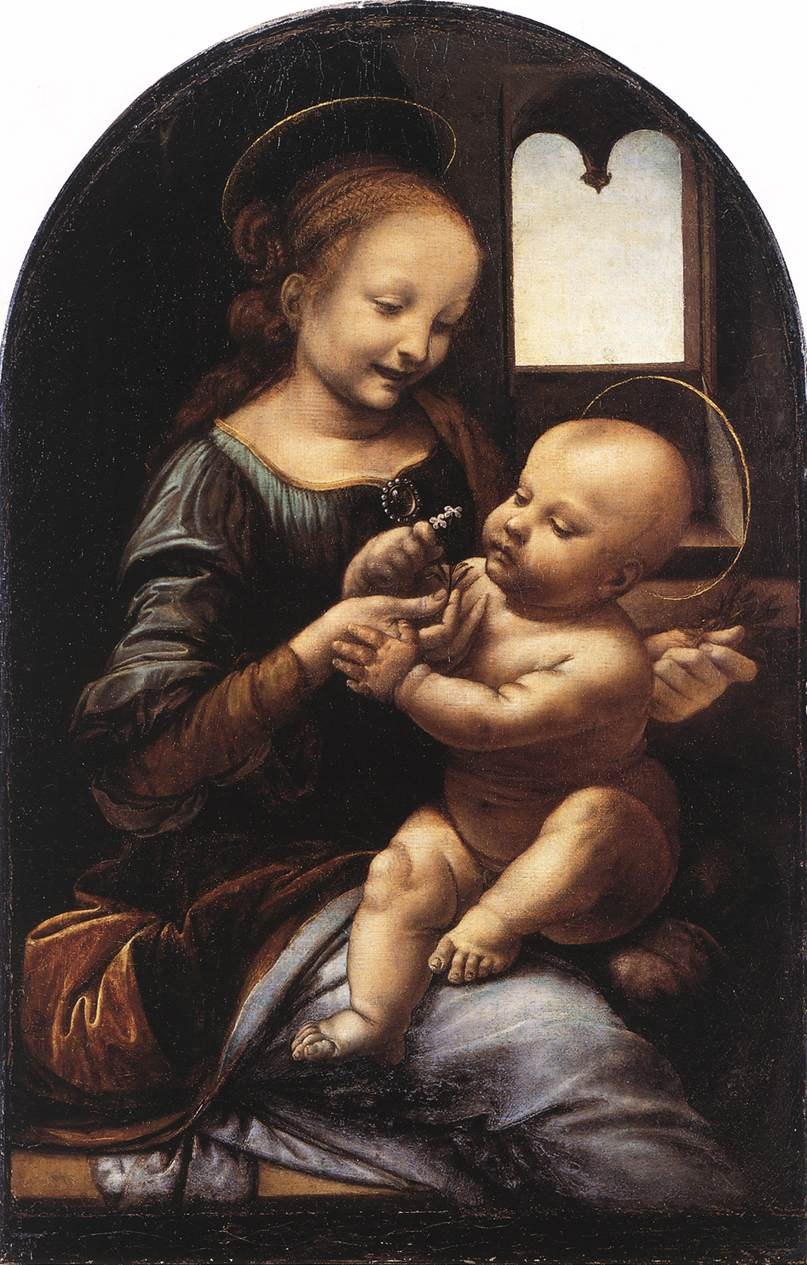
レオナルド・ダ・ヴィンチ『ブノアの聖母』1478年
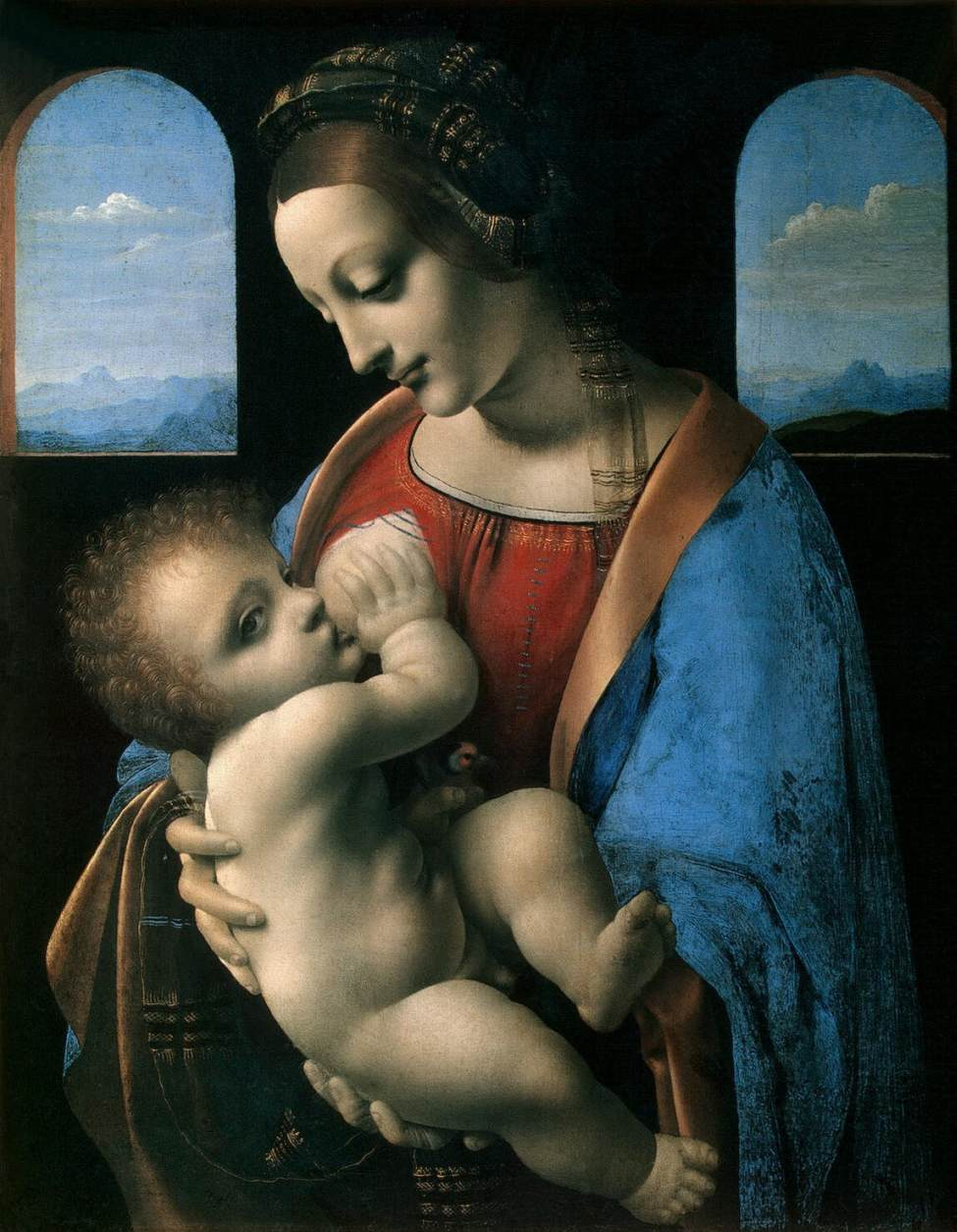
レオナルド・ダ・ヴィンチ『リッタの聖母』1490-1491年
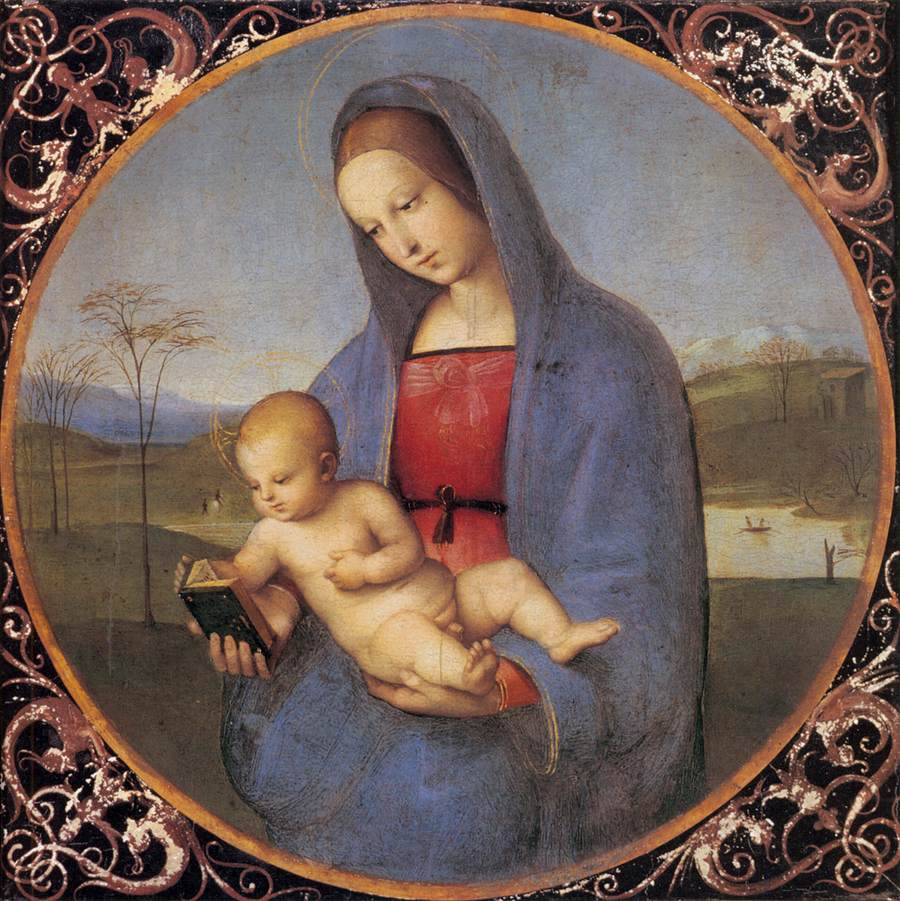
ラファエロ『コネスタビレの聖母』 1504年
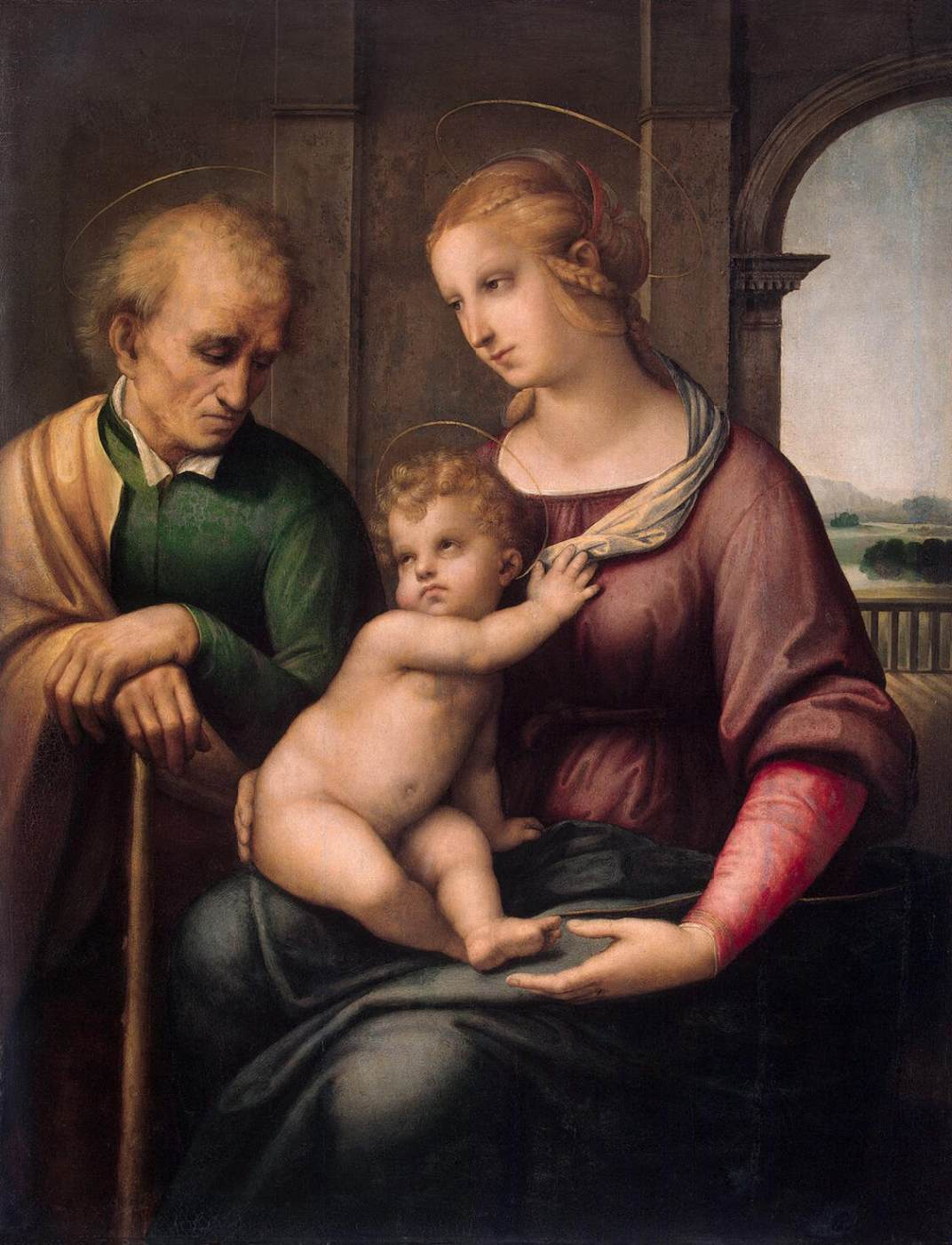
ラファエロ『聖母子と髭のない聖ヨセフ』1506年
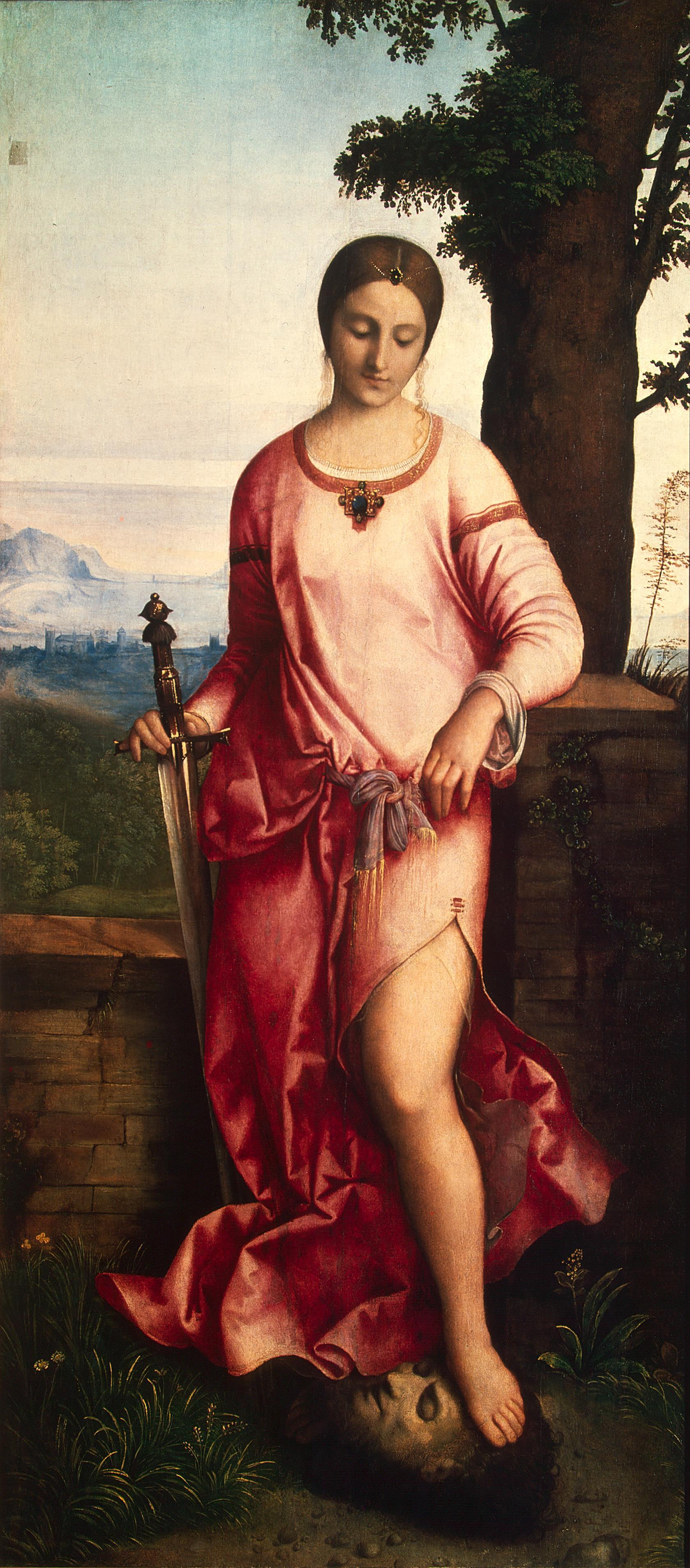
ジョルジョーネ『ユディト』1504年頃
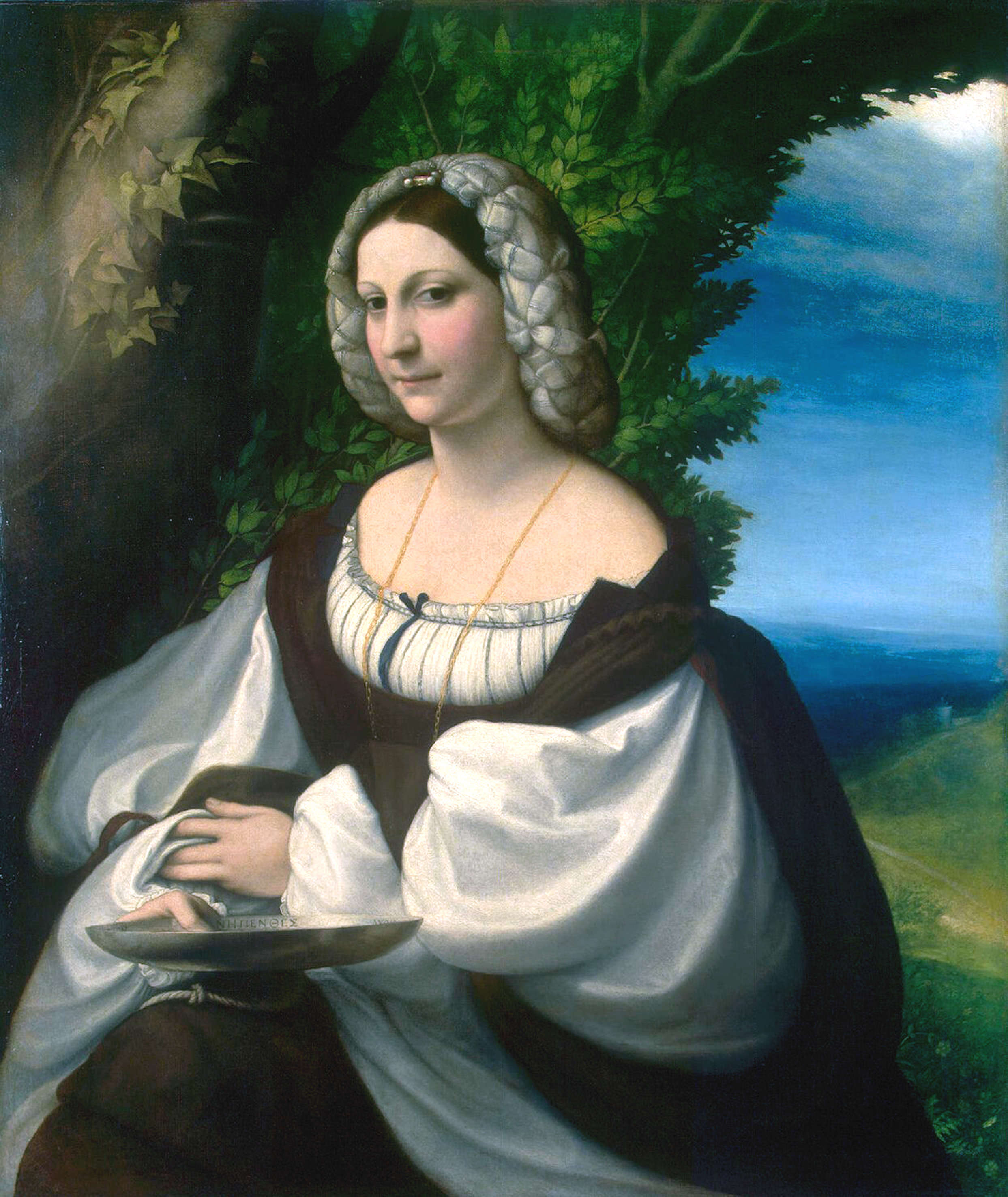
コレッジョ『貴婦人の肖像』1517年頃-1520年頃
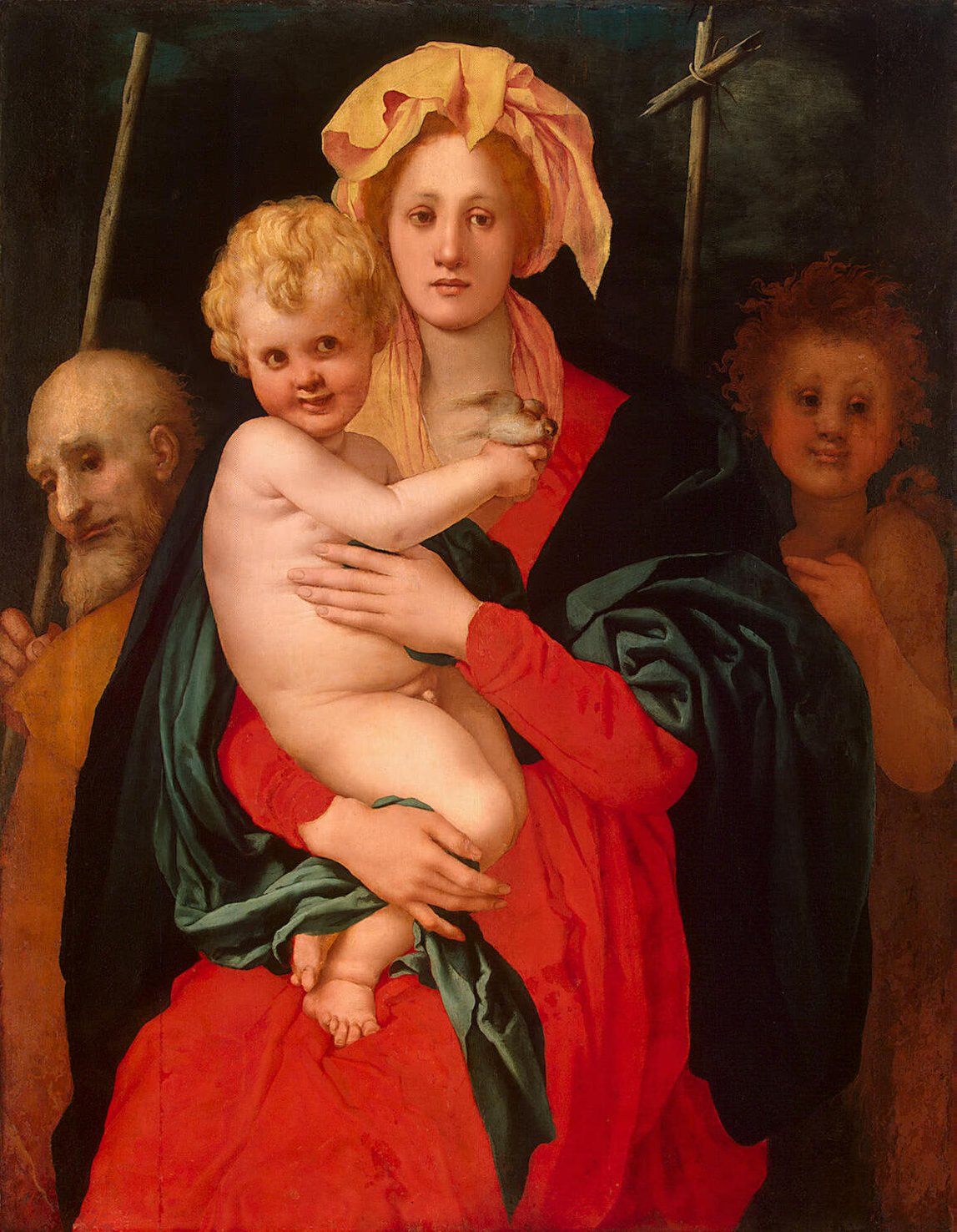
ヤコポ・ダ・ポントルモ『聖家族と幼児洗礼者聖ヨハネ』1522-1523年頃
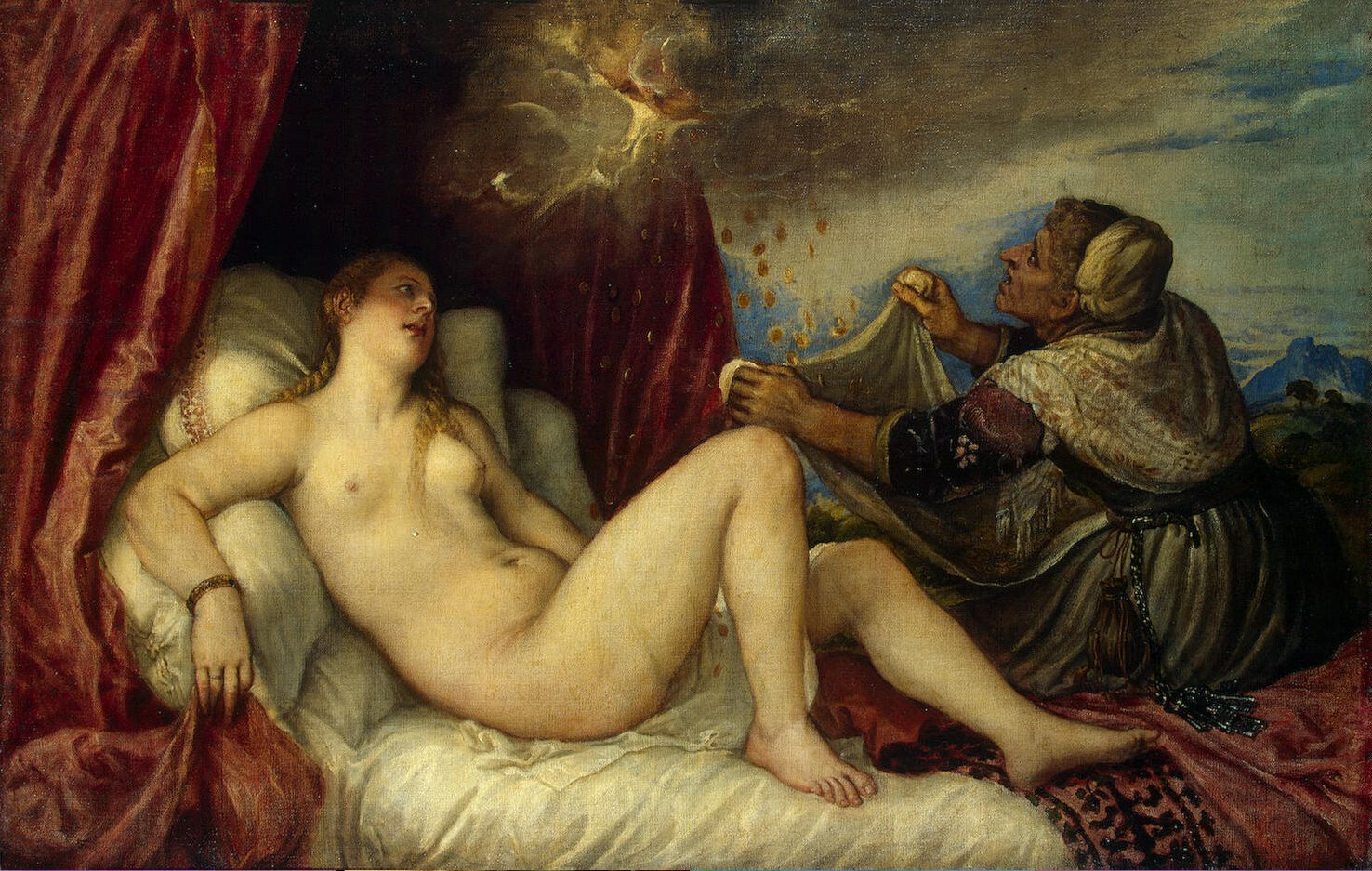
ティツィアーノ『ダナエ』1553-1554年頃
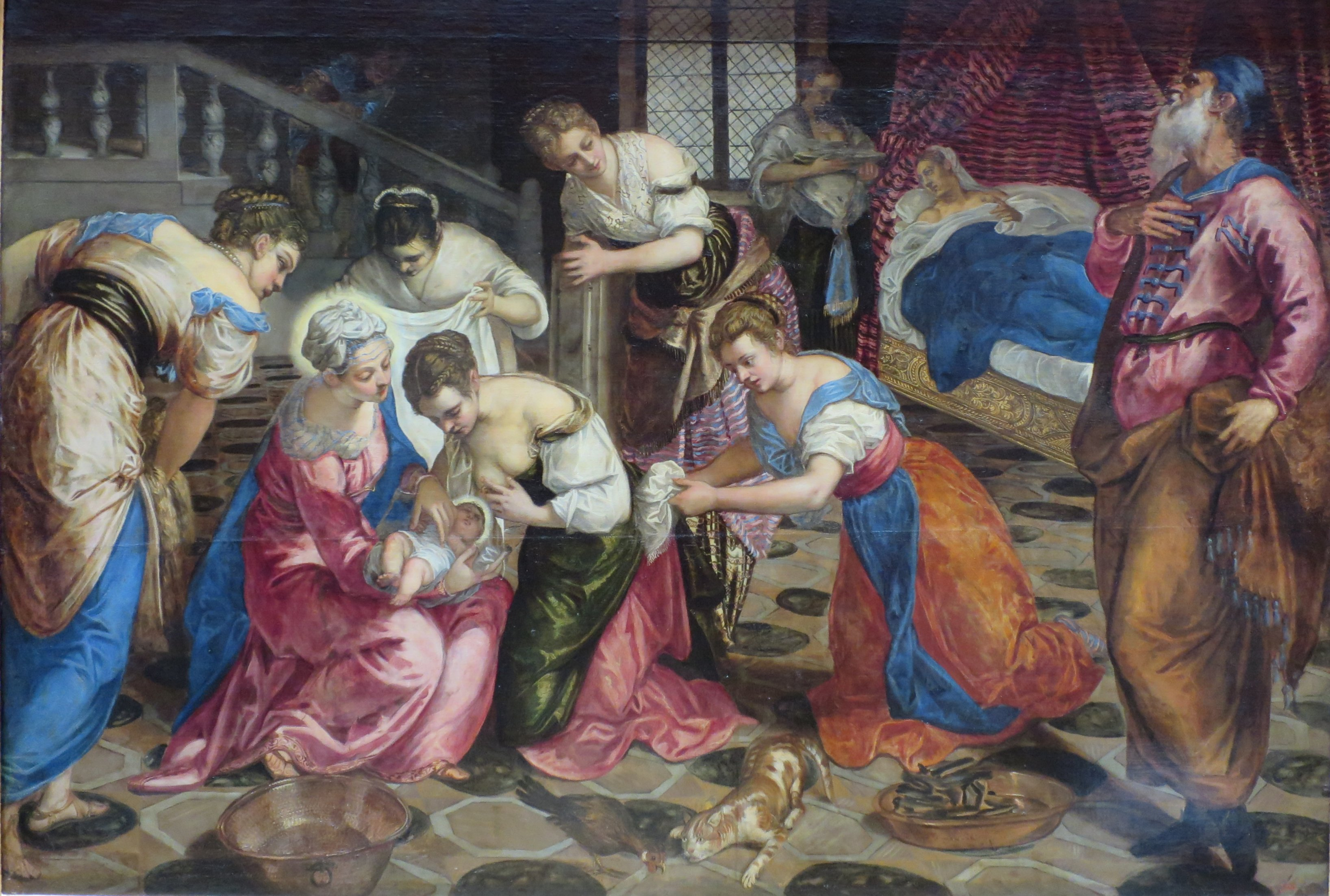
ティントレット『洗礼者聖ヨハネの誕生』1555年頃
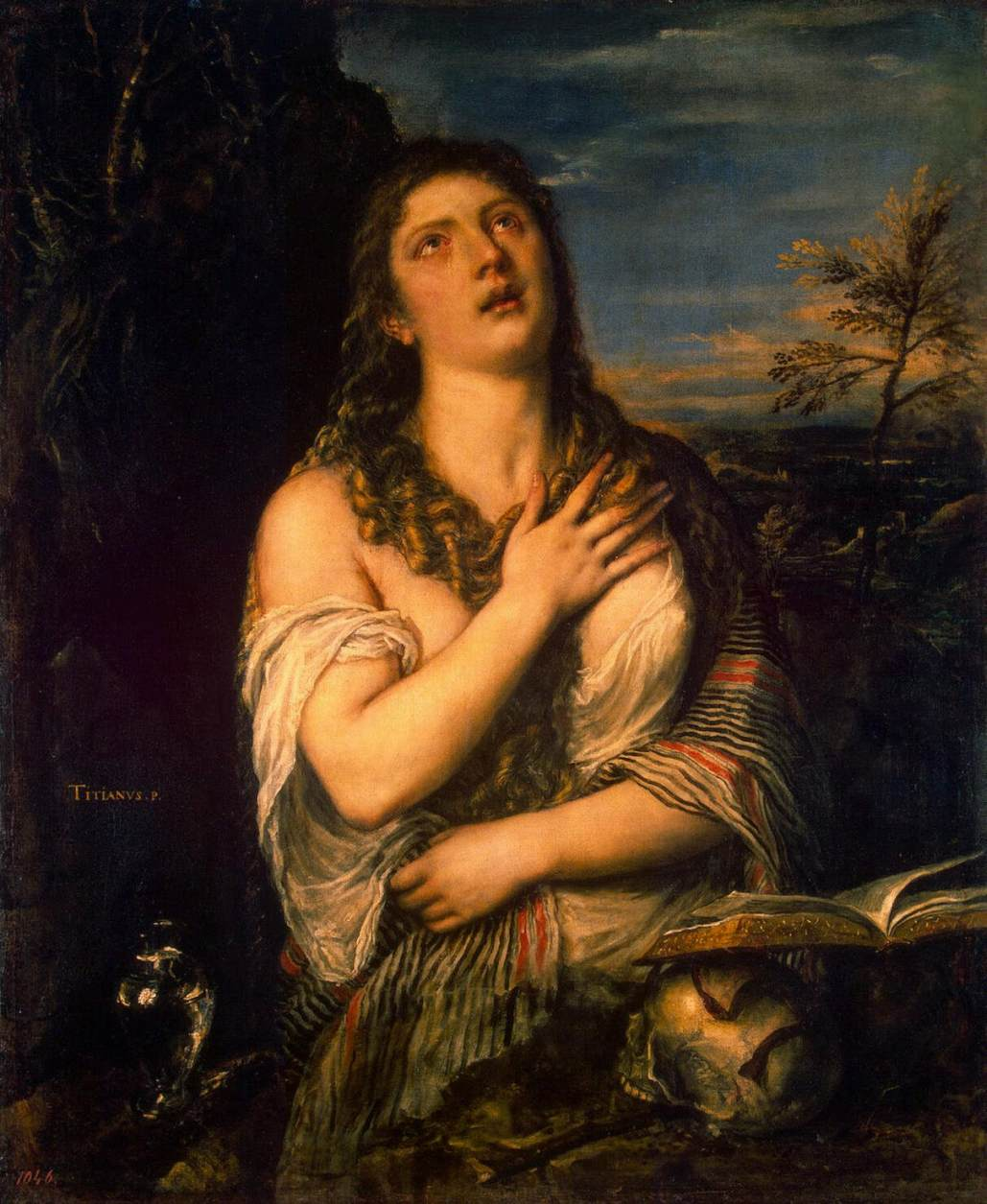
ティツィアーノ『悔悛するマグダラのマリア』1565年
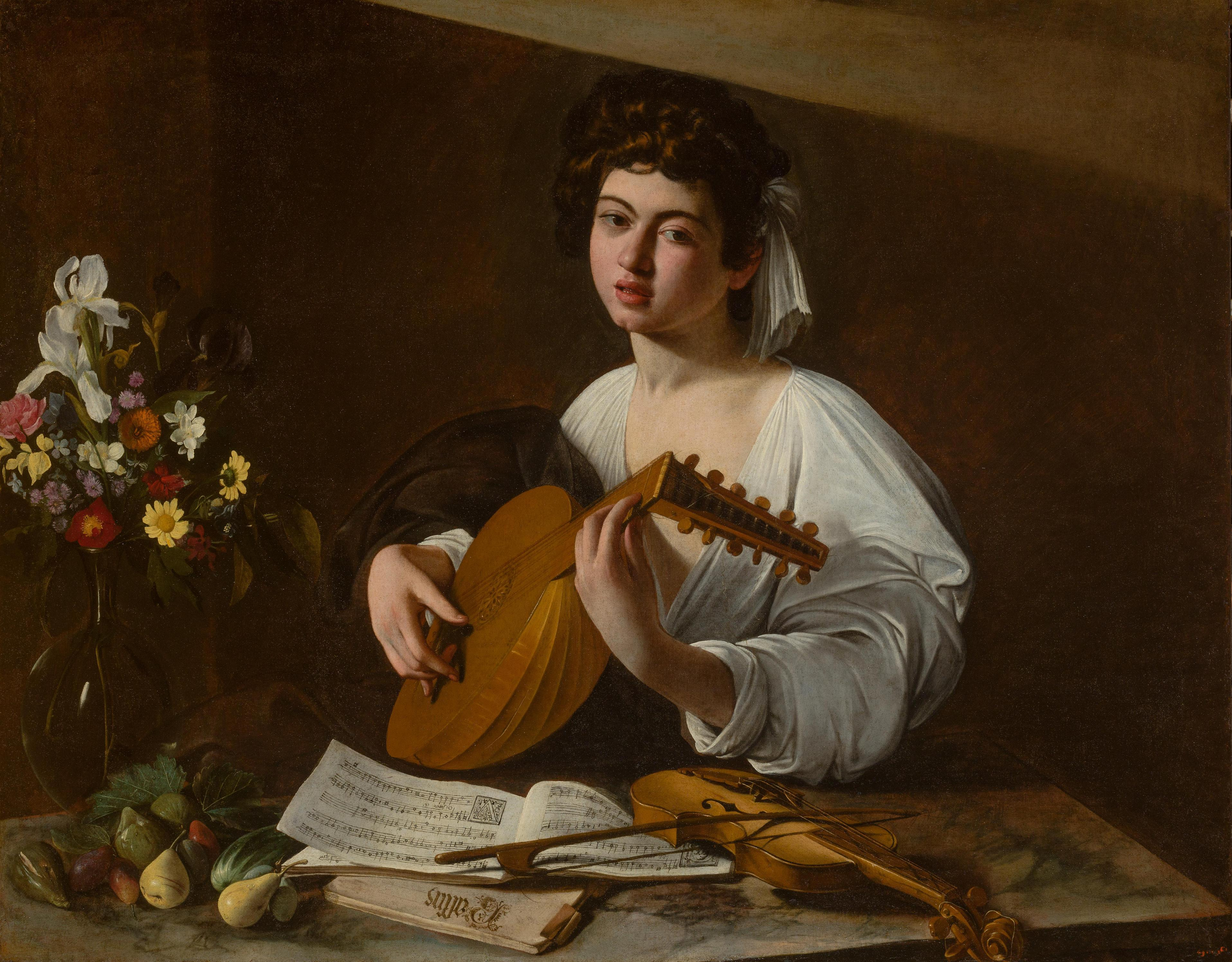
カラヴァッジオ『リュート奏者』1595-1596年
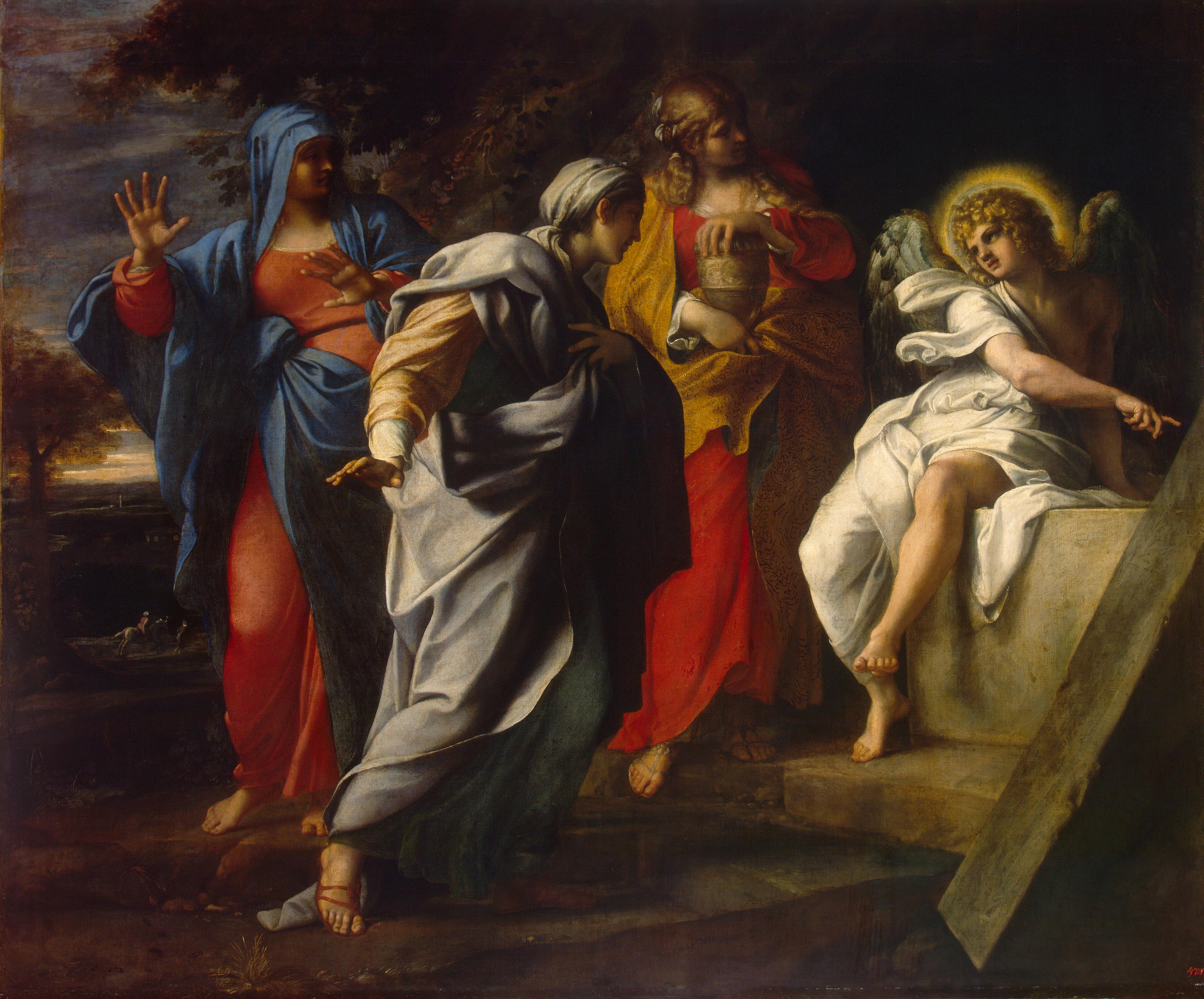
アンニーバレ・カラッチ『キリストの墓を訪れた三人のマリア』1600年頃
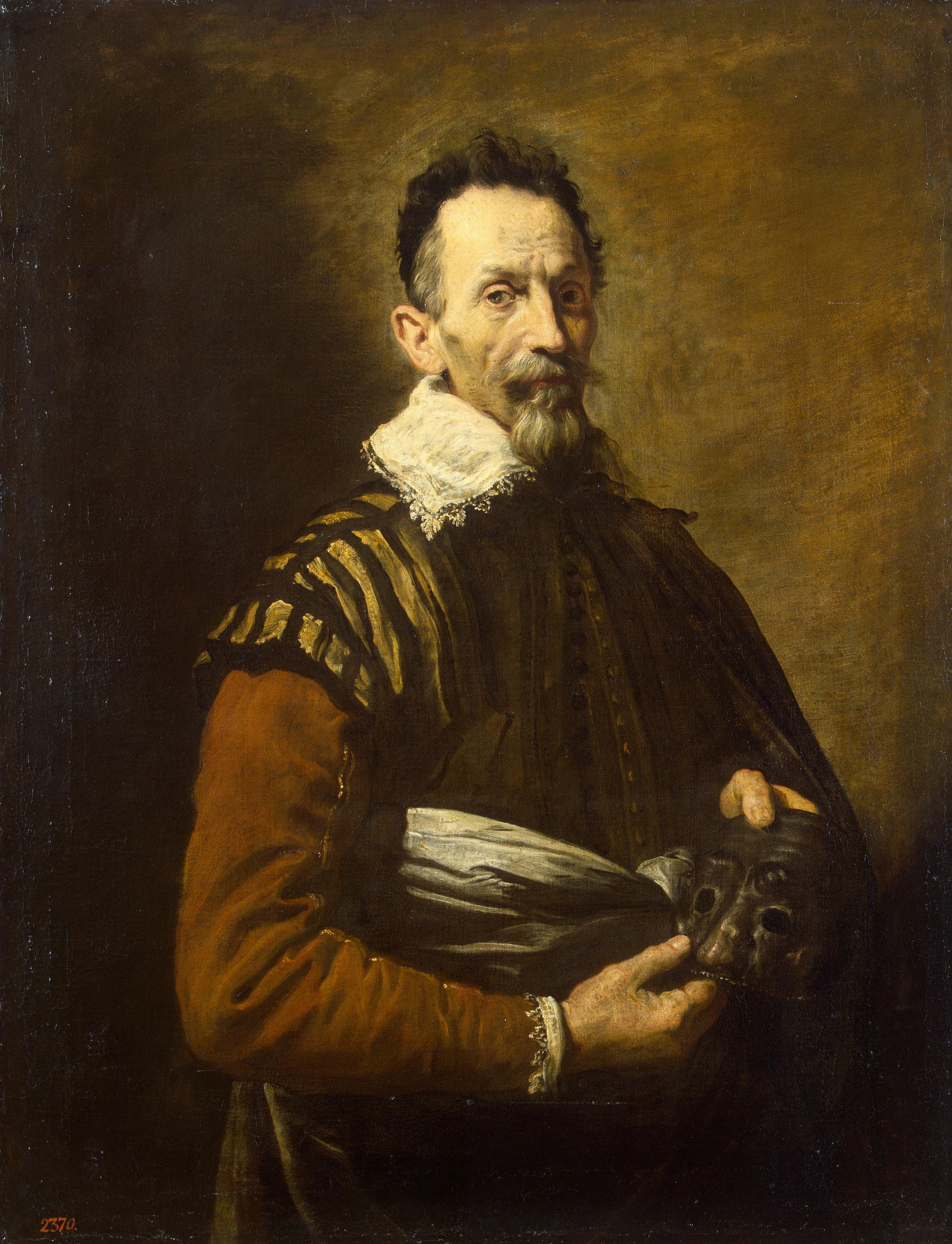
ドメニコ・フェッティ『俳優の肖像』 1621-1622年
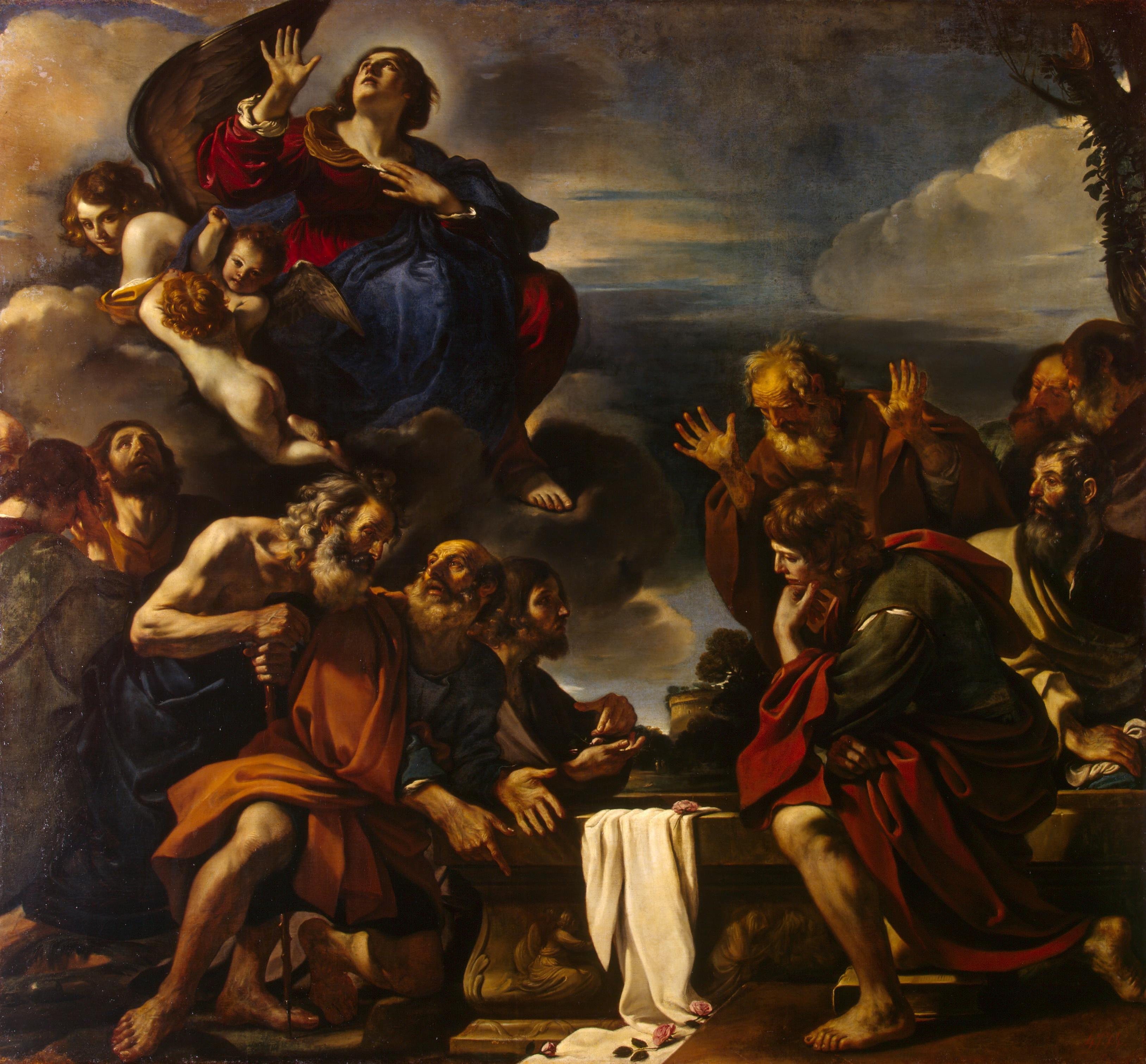
グエルチーノ『聖母被昇天』1623年頃

#### スペイン
- エル・グレコ 『聖ペテロと聖パウロ』
- フランシスコ・デ・スルバラン『祈る幼い聖母マリア』、『聖ラウレンティウス』
- ベラスケス 『昼食』、『オリバーレス伯公爵の肖像』
- バルトロメ・エステバン・ムリーリョ『犬を連れた少年』、『エジプト逃避途上の休息』
- ゴヤ『アントニア・サラテの肖像』

エル・グレコ『聖ペテロと聖パウロ』1587-1592年
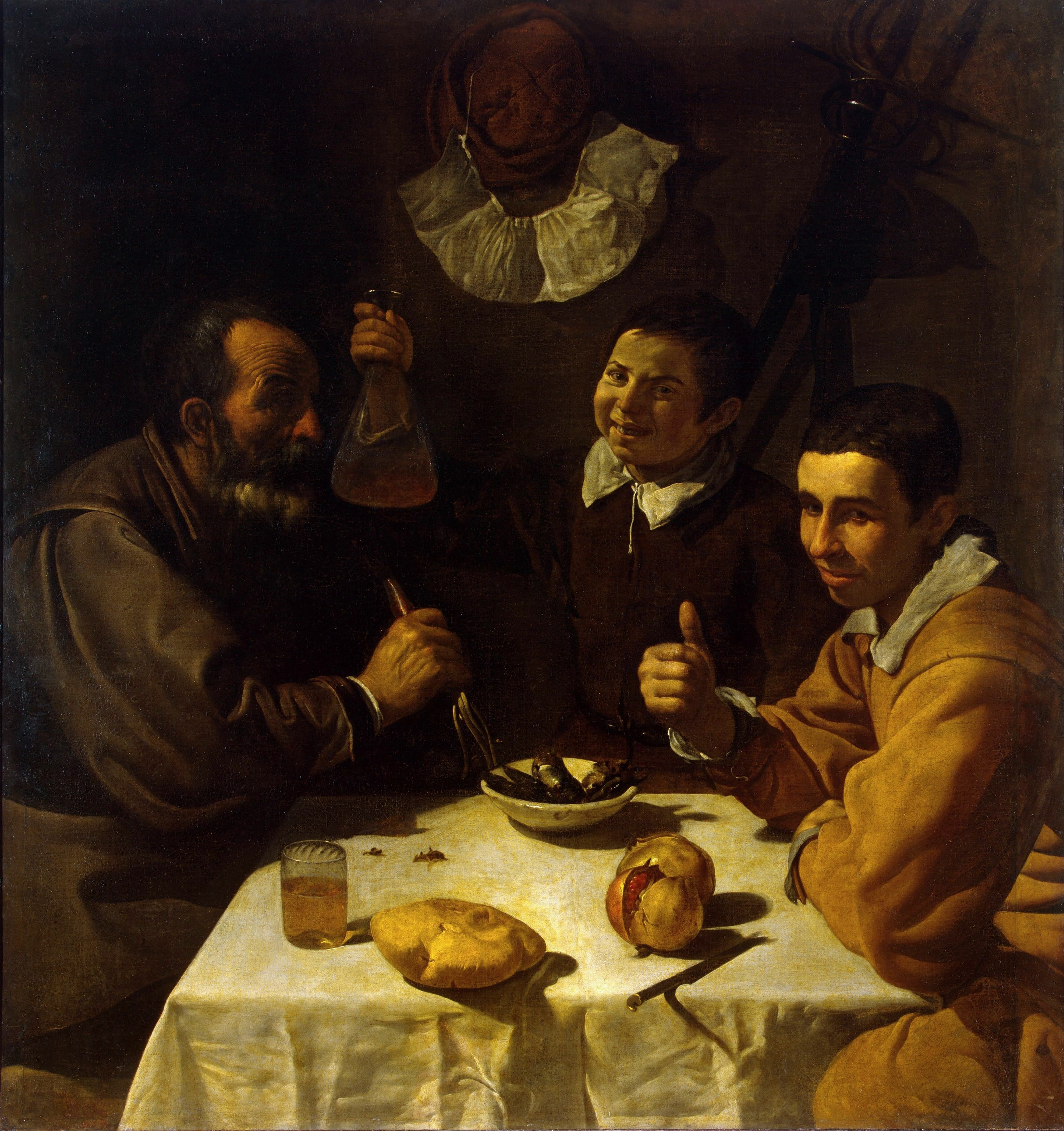
ベラスケス『昼食』 1617-1618年
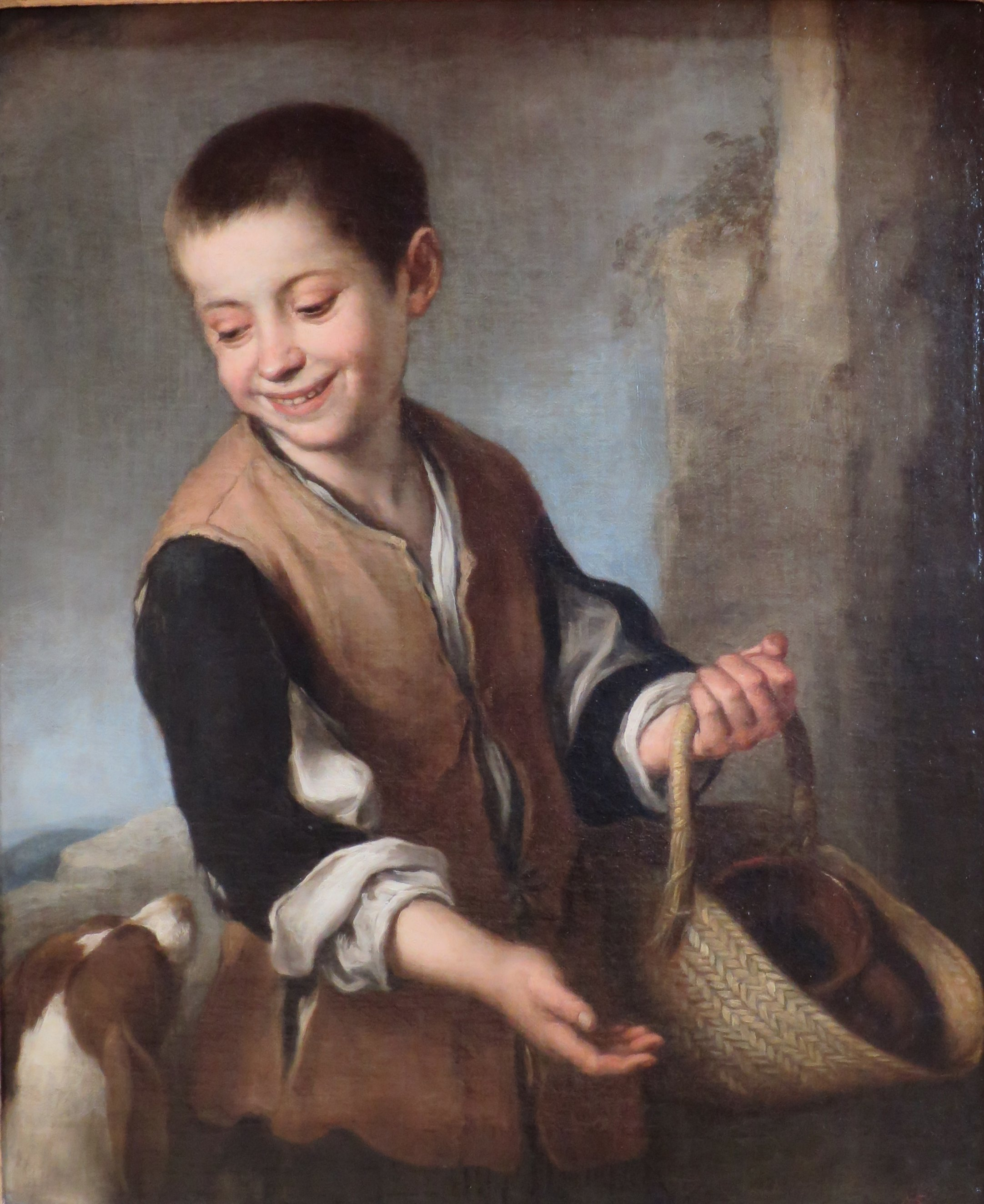
バルトロメ・エステバン・ムリーリョ『犬を連れた少年』1655-1660年頃
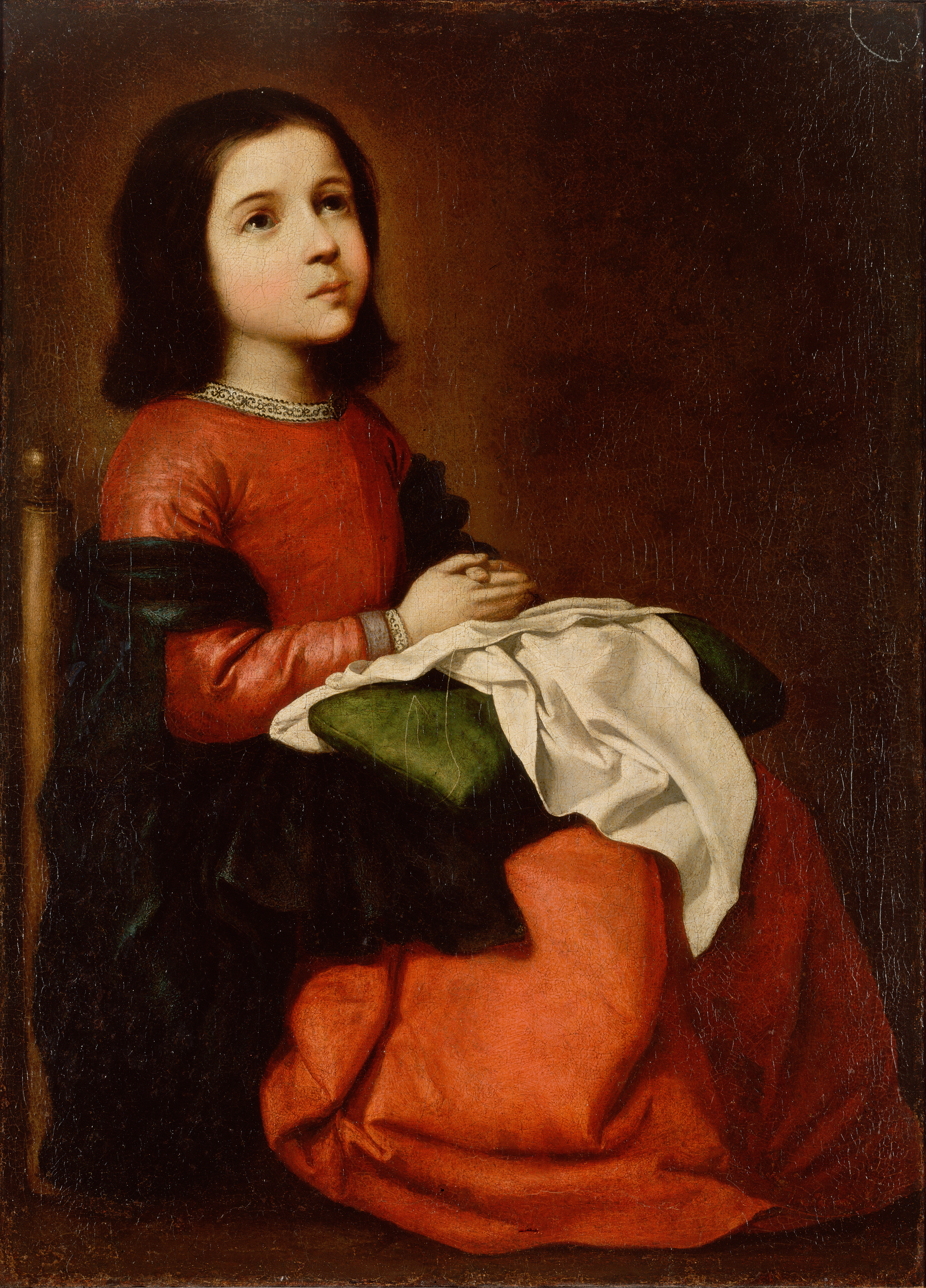
フランシスコ・デ・スルバラン『祈る幼い聖母マリア』1658-1660年
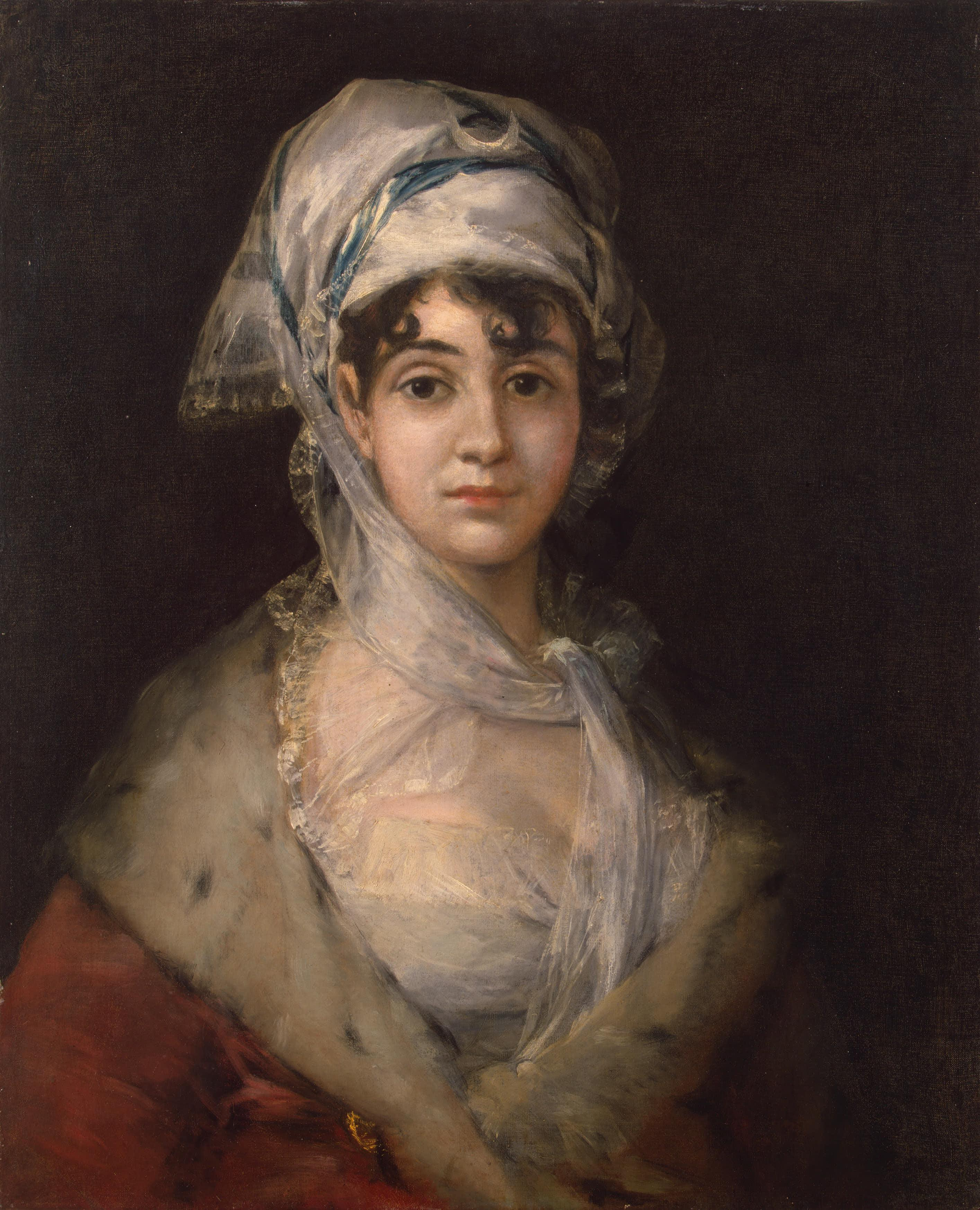
ゴヤ『アントニア・サラテの肖像』 1810-1811年

#### フランドル・オランダ・ドイツ
- ルーカス・クラナッハ (父)『ヴィーナスとキューピッド』、『リンゴの木の下の聖母子』
- ピーテル・パウル・ルーベンス 『大地と水の結合』、『ペルセウスとアンドロメダ』[6]、『虹のある風景』、『バッカス』
- ヴァン・ダイク 『自画像』、『ヤマウズラの聖母』
- ヤーコプ・ヨルダーンス『王様が飲む』
- レンブラント 『フローラに扮したサスキア』、『ダナエ』『放蕩息子の帰還』、『天使のいる聖家族』
- フランス・ハルス 『手袋を持つ男の肖像』
- ピーテル・デ・ホーホ『女主人と召使』
- ヘラルト・テル・ボルフ『一杯のレモネード』

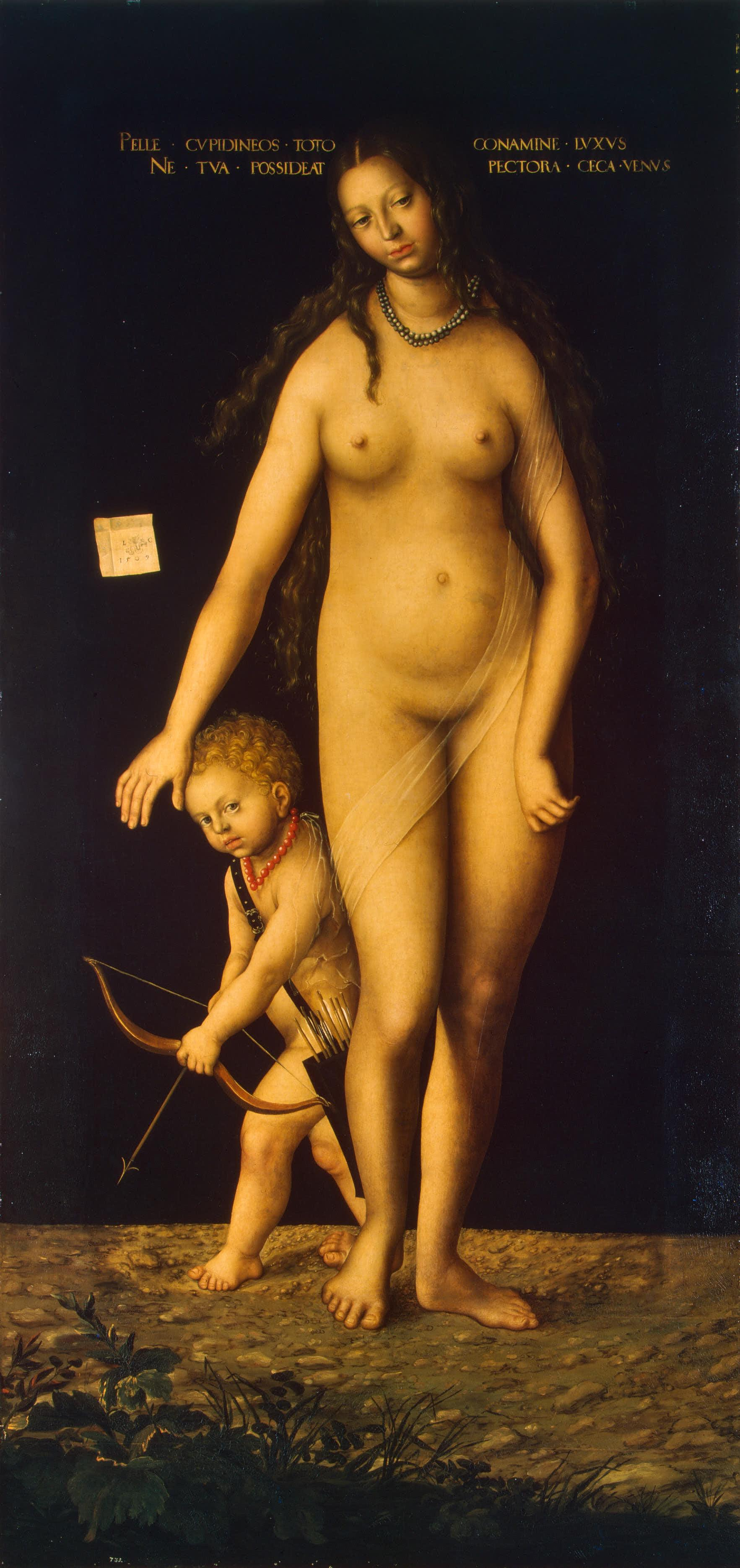
ルーカス・クラナッハ (父)『ヴィーナスとキューピッド』1509年
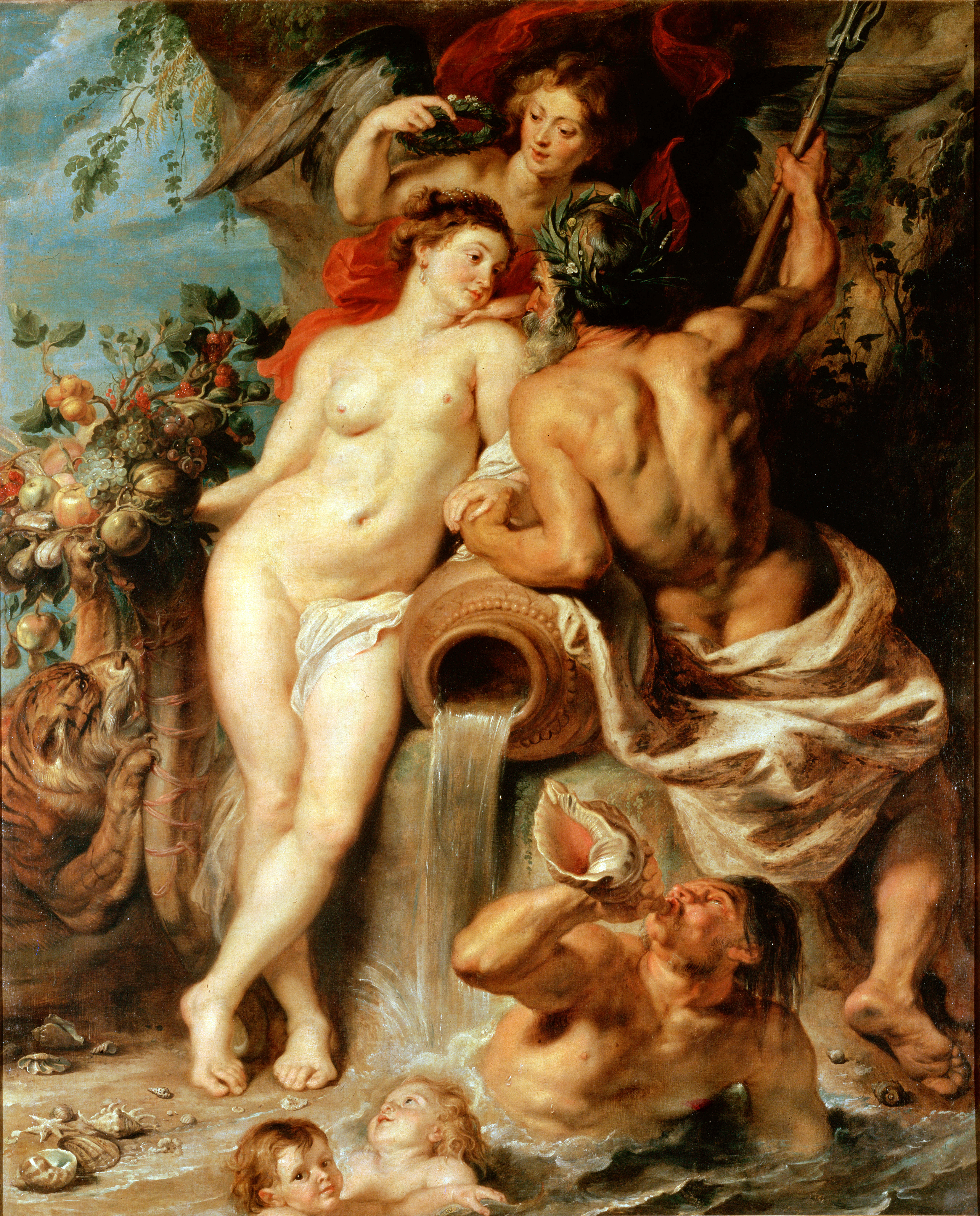
ルーベンス『大地と水の結合』1618年頃
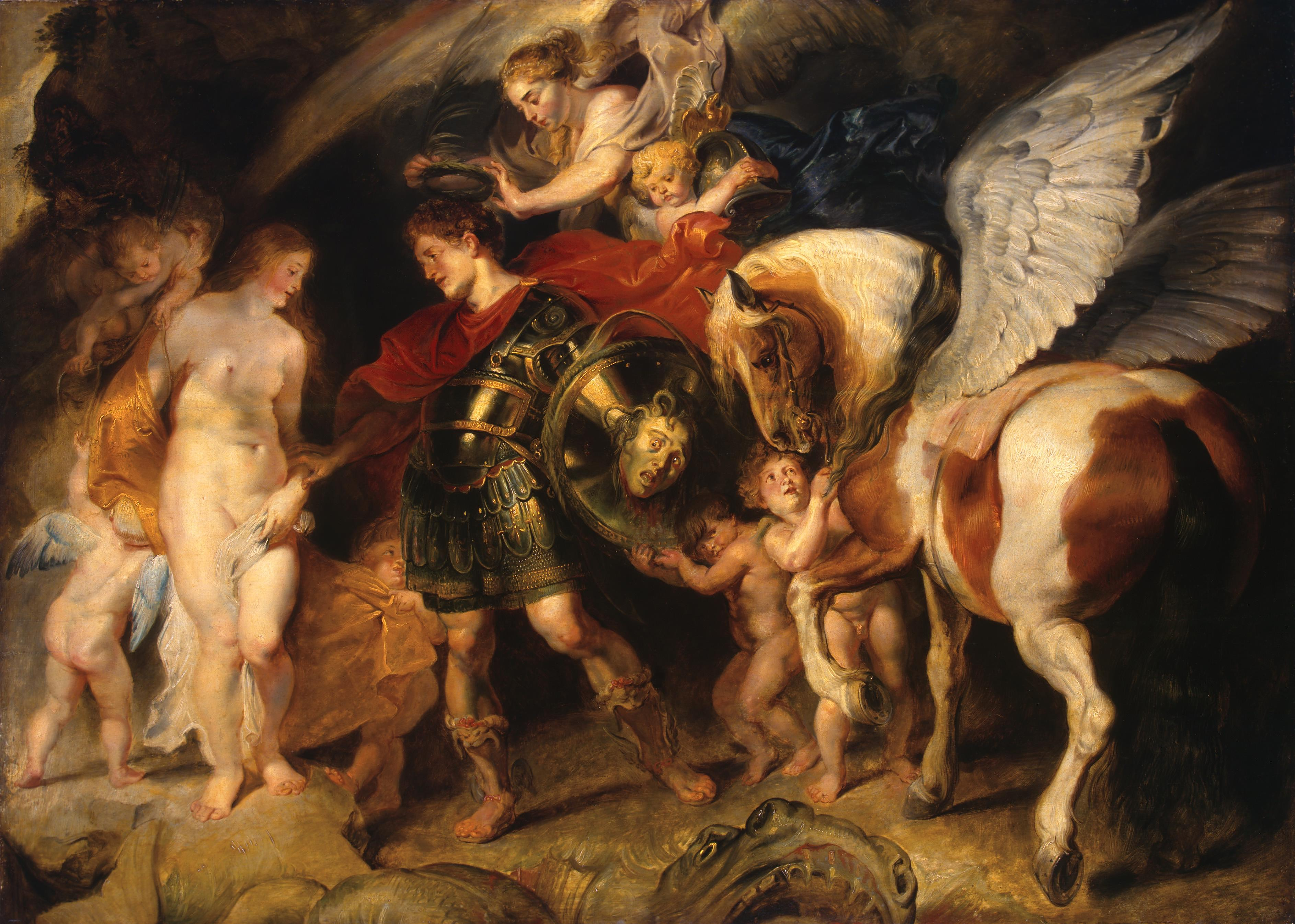
ルーベンス『ペルセウスとアンドロメダ』1620-1621年
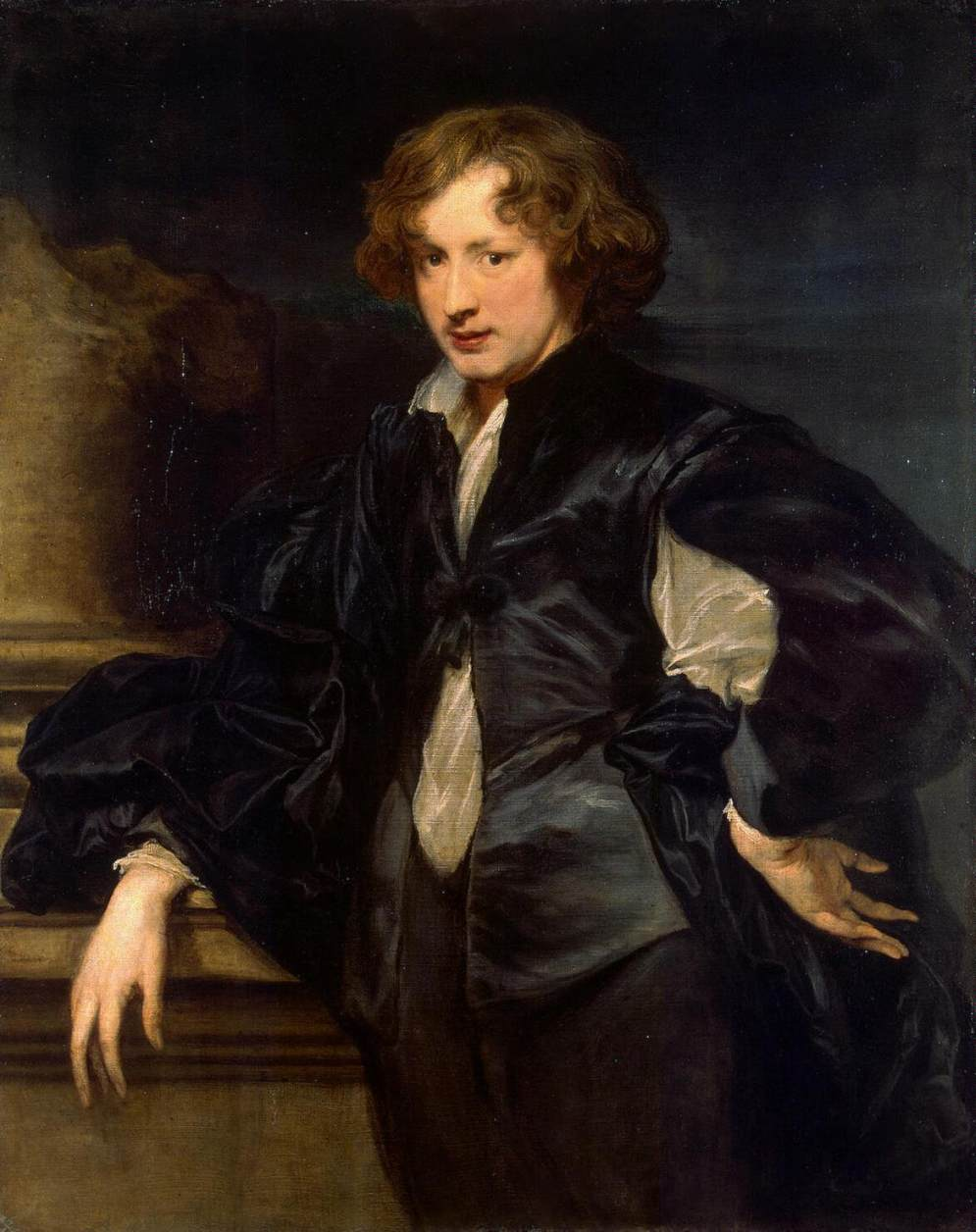
ヴァン・ダイク 『自画像』1632-1633年
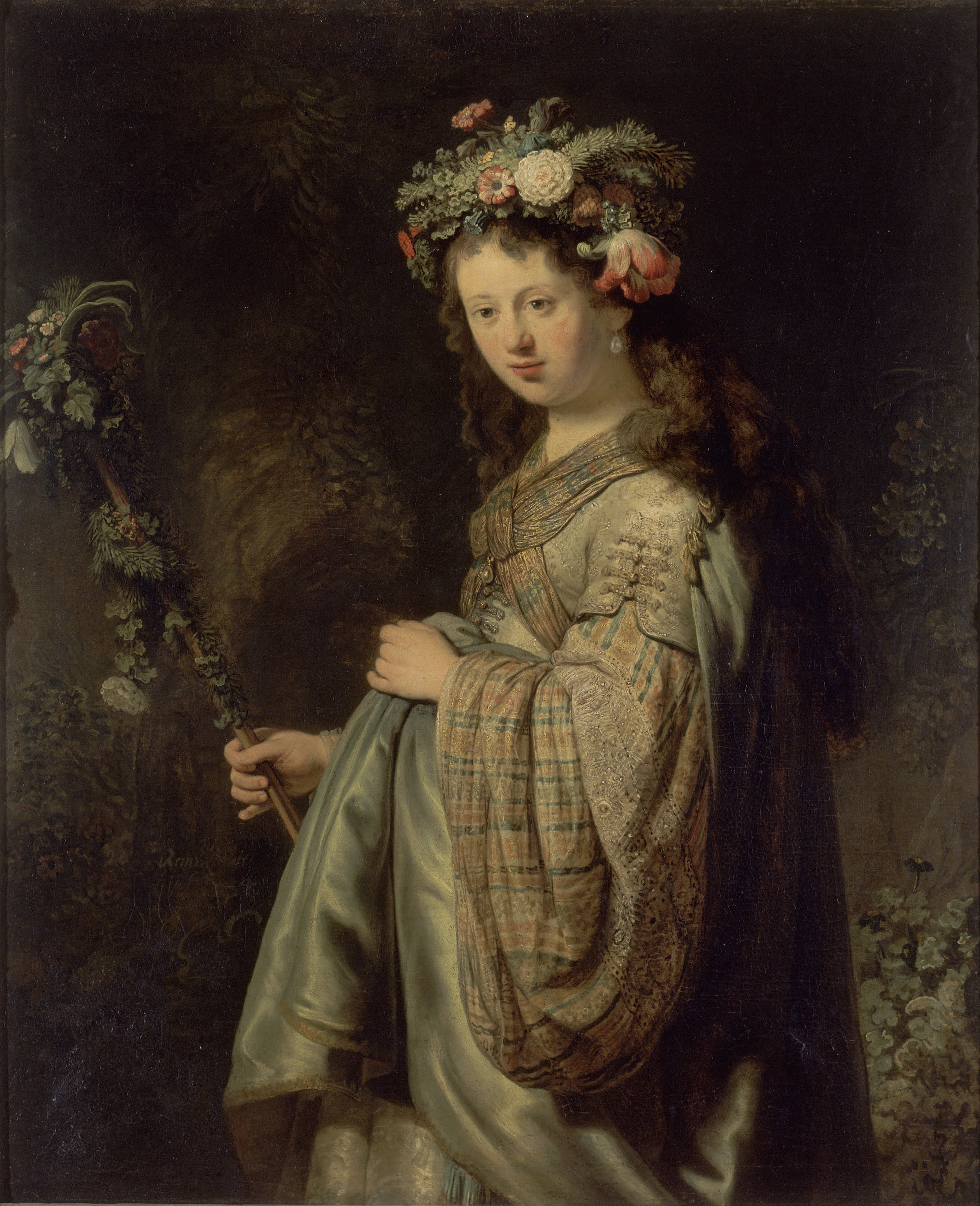
レンブラント『フローラに扮したサスキア』1634年
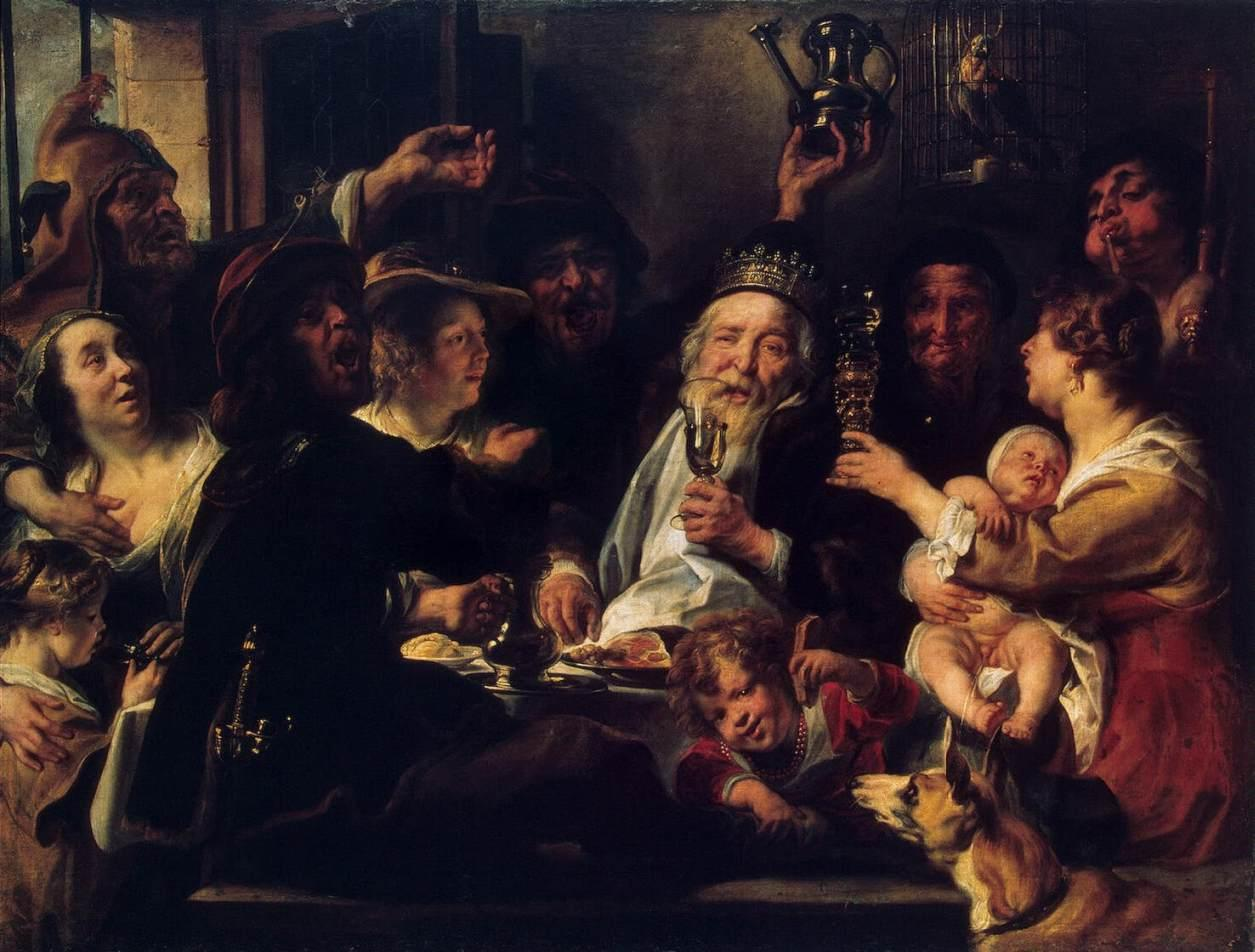
ヤーコプ・ヨルダーンス『王様が飲む』1638年頃
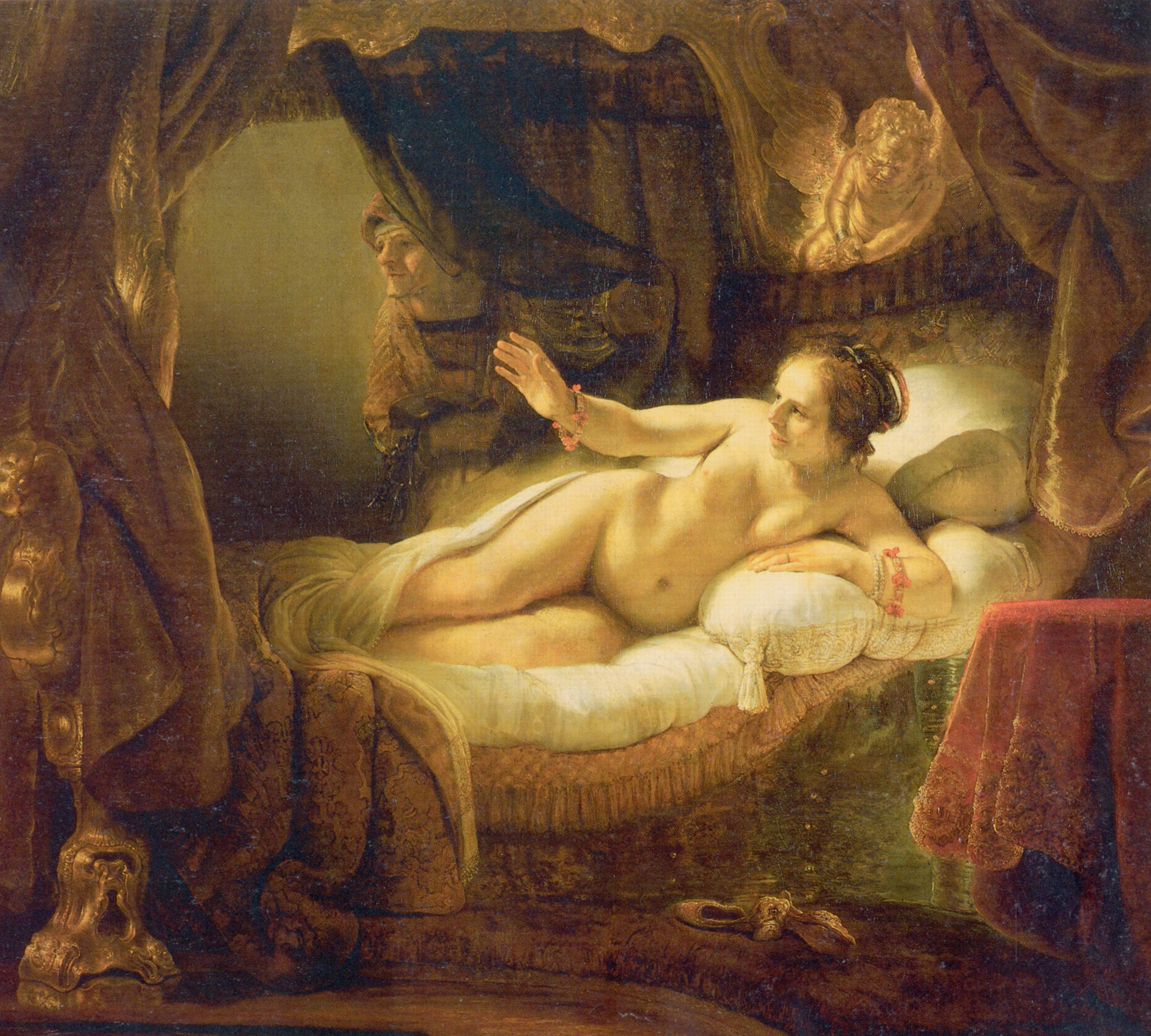
レンブラント『ダナエ』1636-1647年頃
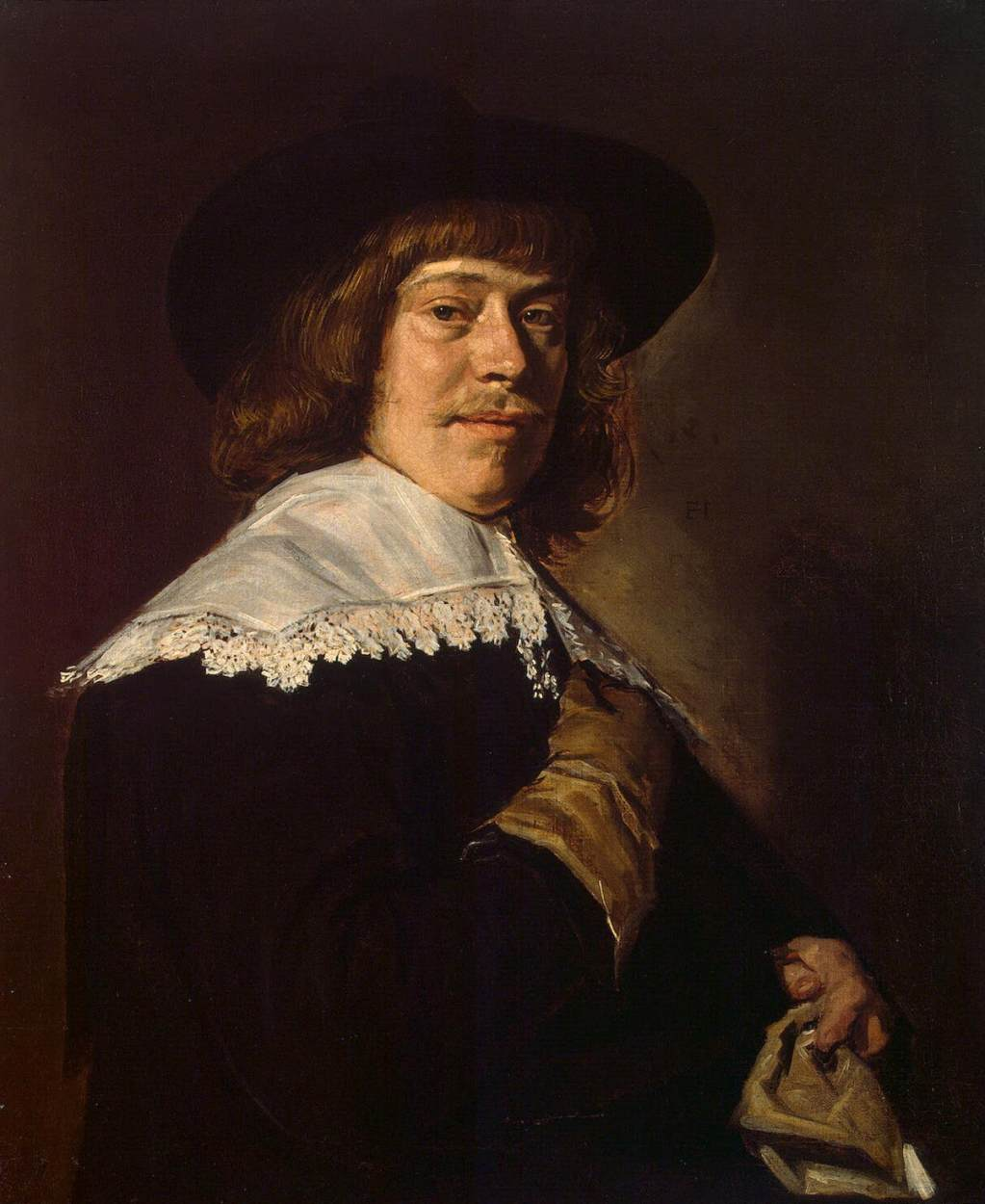
フランス・ハルス『手袋を持つ男の肖像』1640年
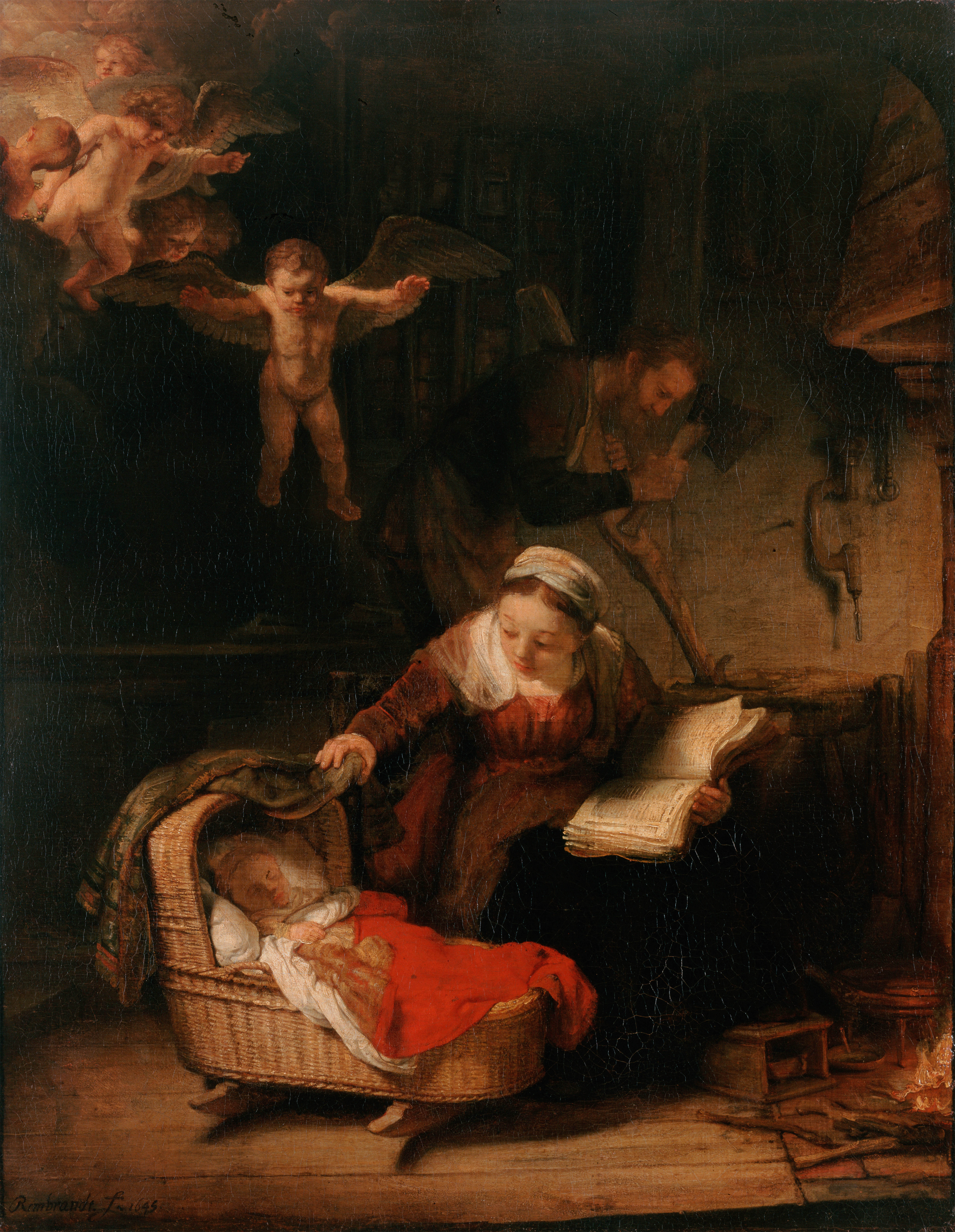
レンブラント『天使のいる聖家族』1645年
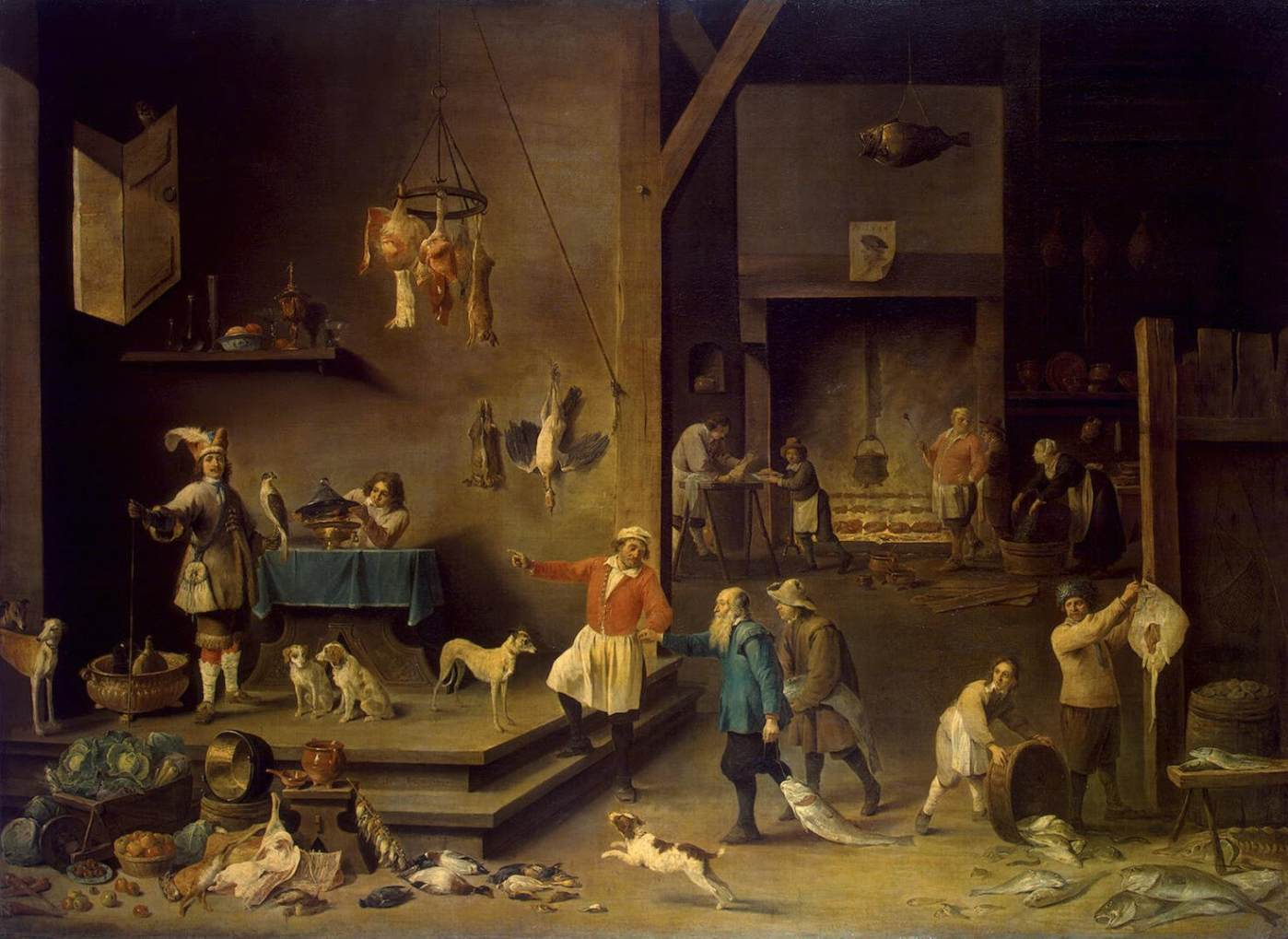
ダフィット・テニールス (子)『厨房』1646年
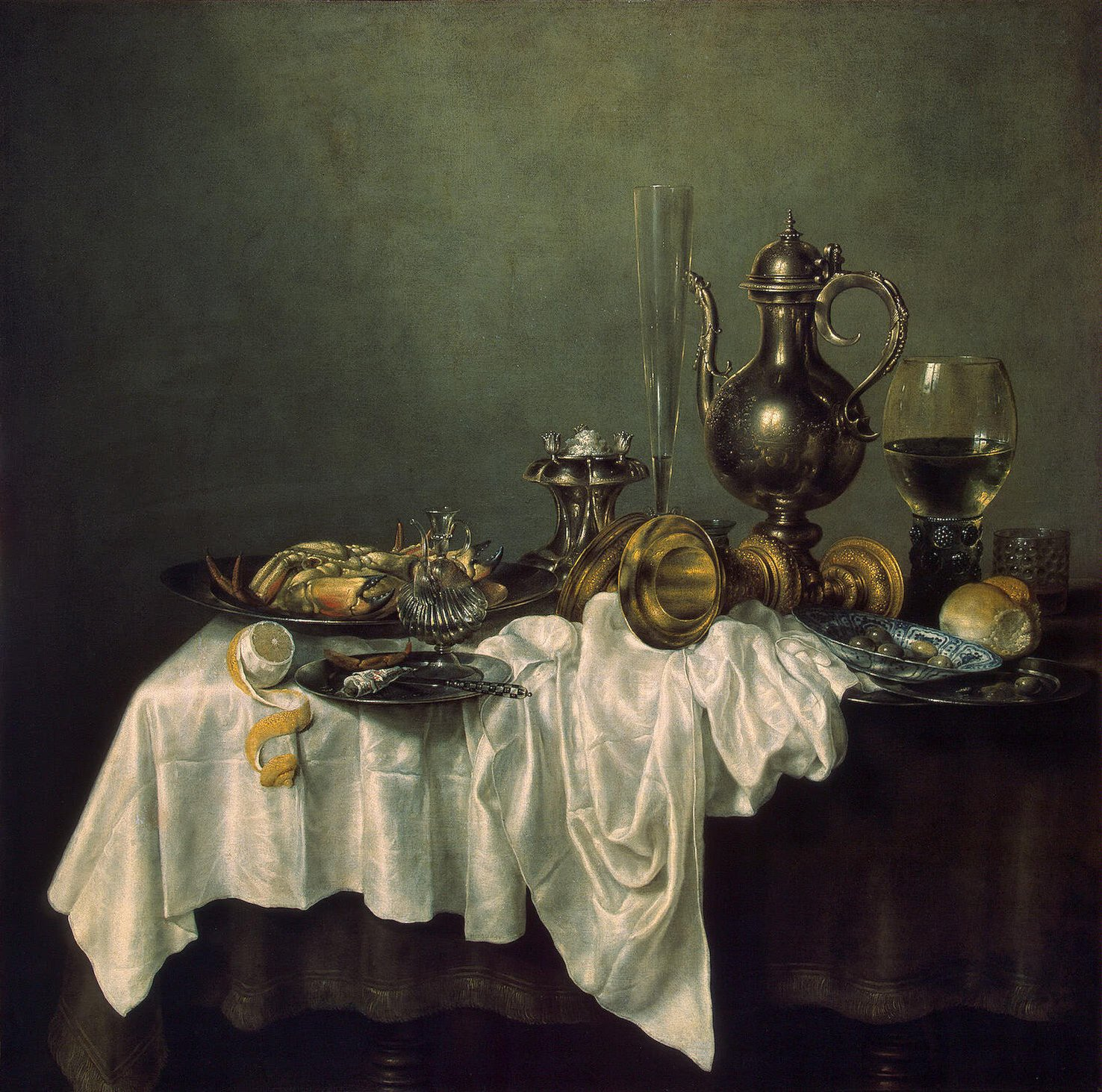
ウィレム・クラースゾーン・ヘーダ『蟹のある朝食』1648年
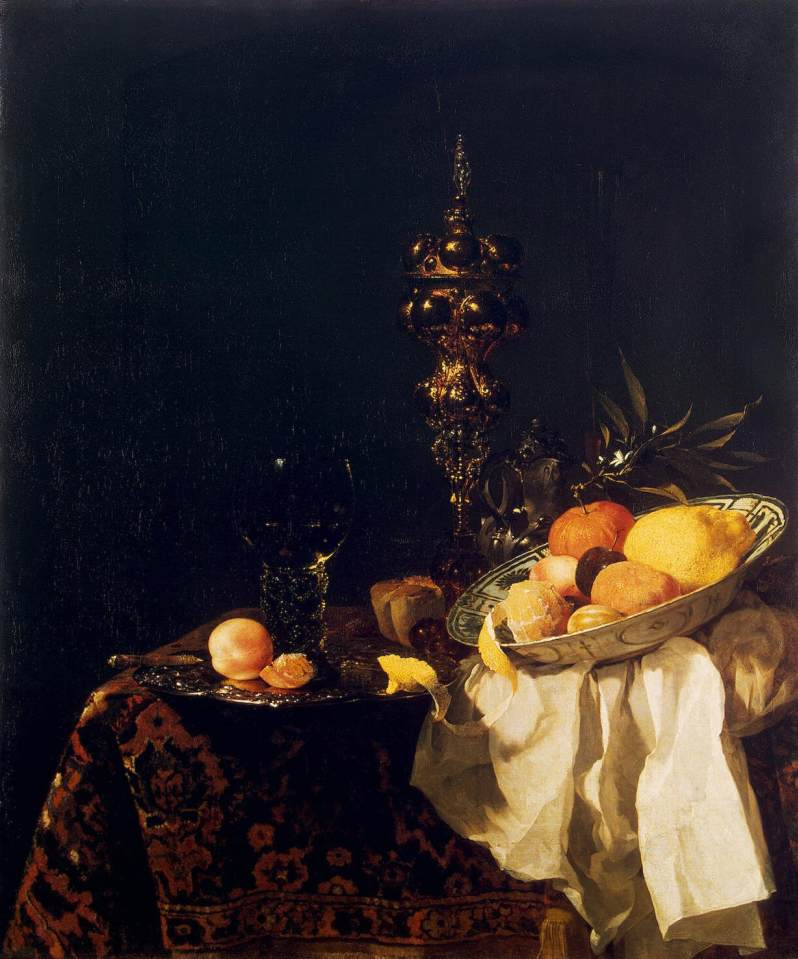
ウィレム・カルフ『静物』1653-1654年
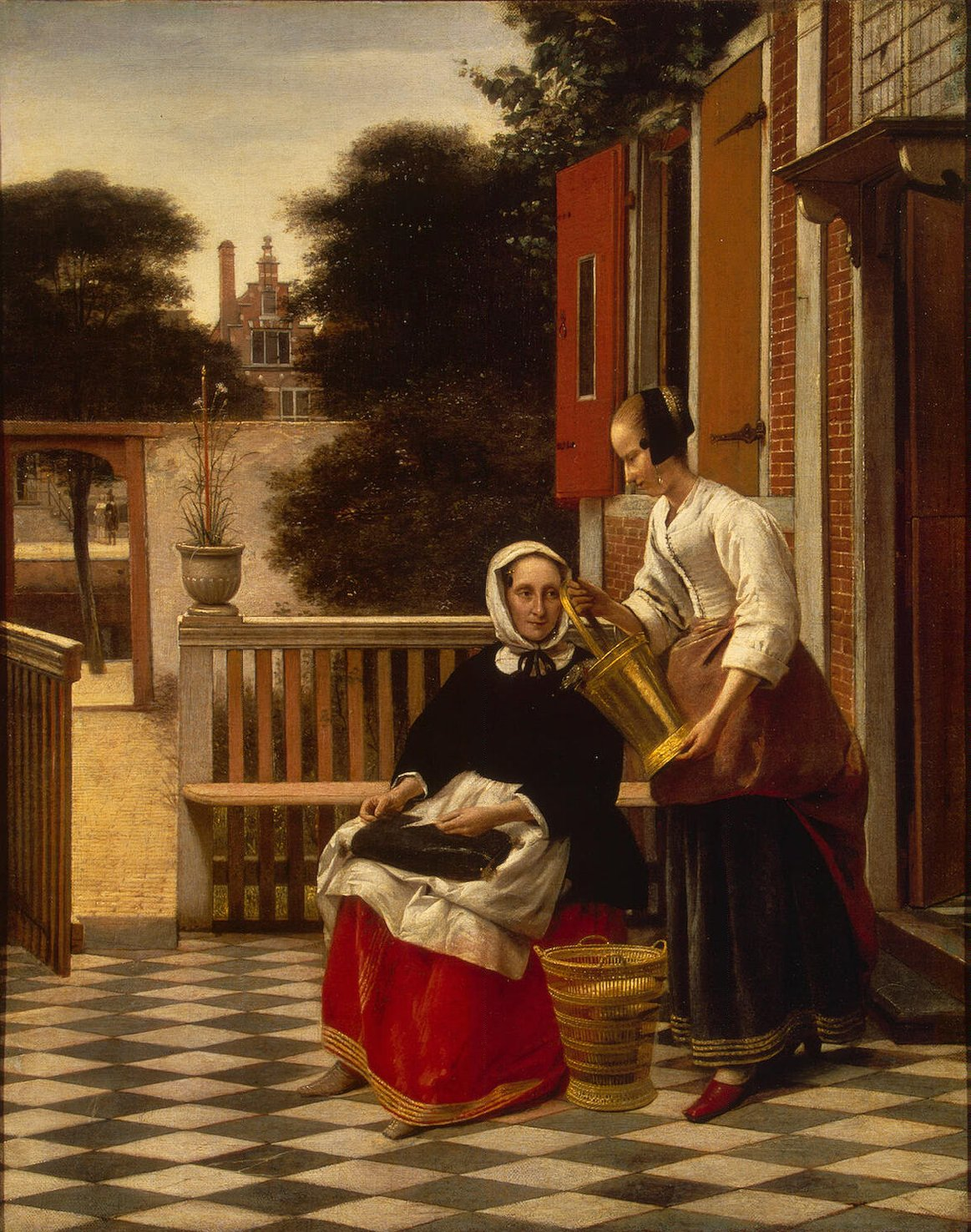
ピーテル・デ・ホーホ『女主人と召使』1660年
レンブラント『放蕩息子の帰還』 1663-1665年
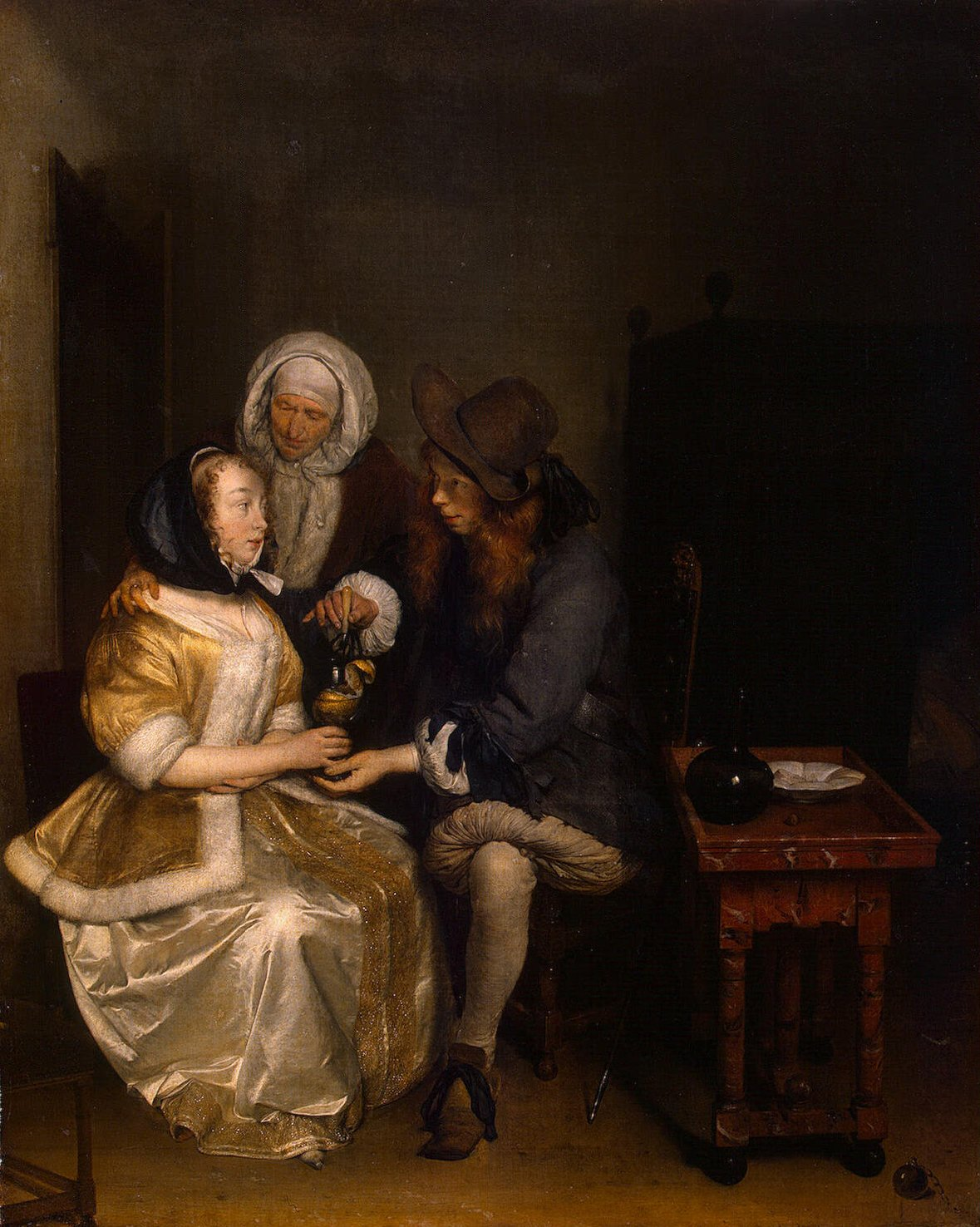
ヘラルト・テル・ボルフ『一杯のレモネード』 1664年頃

#### フランス (印象派以前)
- ル・ナン兄弟『牛乳売りの家族』、『祖母訪問』
- ニコラ・プッサン 『ポリュペーモスのいる風景』、『タンクレーディとエルミニア』、『エジプトの聖家族』
- クロード・ロラン『アポロンとクマエの巫女のいる海岸の風景』、『エジプト逃避途上の休息のある風景』
- ヴァトー 『困った申し出』、『きまぐれ娘』、『モルモットを抱えたサヴォワ人』
- シャルダン 『洗濯する女』、『食前の祈り』、『諸芸術の表象のある静物』
- フラゴナール 『盗まれた接吻』、『不意の接吻』、『二人の子供と犬』

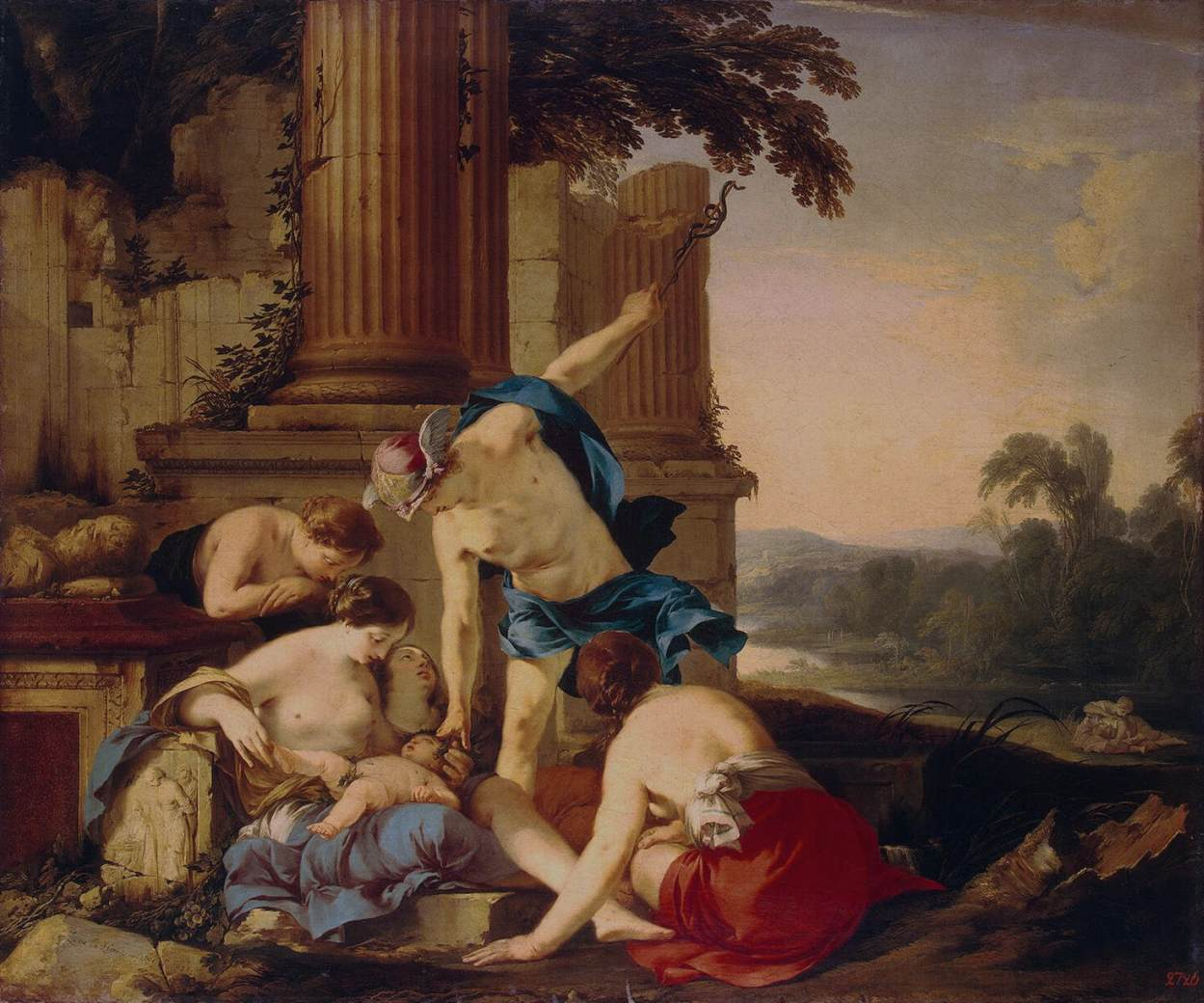
ローラン・ド・ラ・イール『幼児バッカスをニンフに預けるメルクリウス』 (1638年)
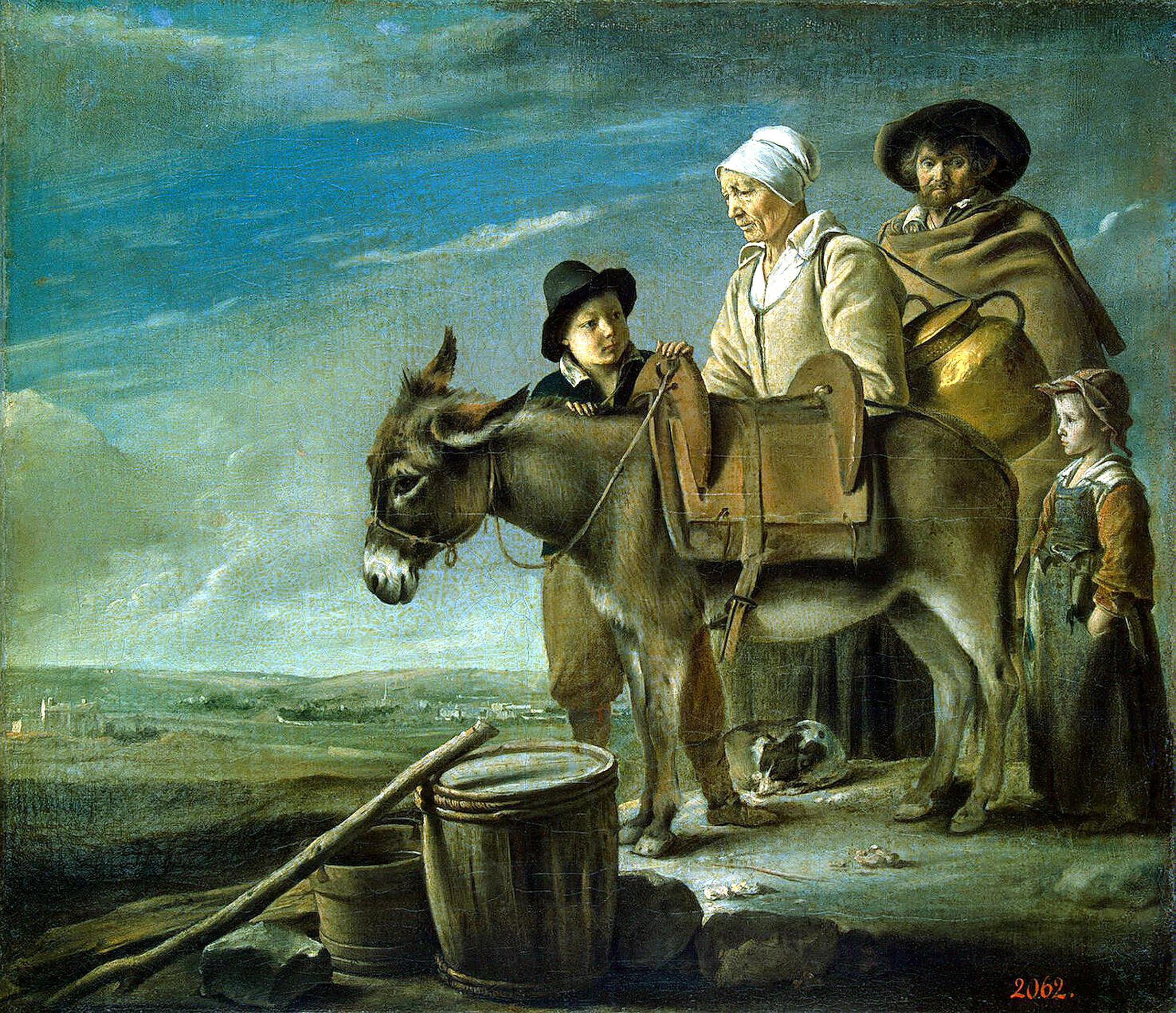
ル・ナン兄弟『牛乳売りの家族』1641年頃
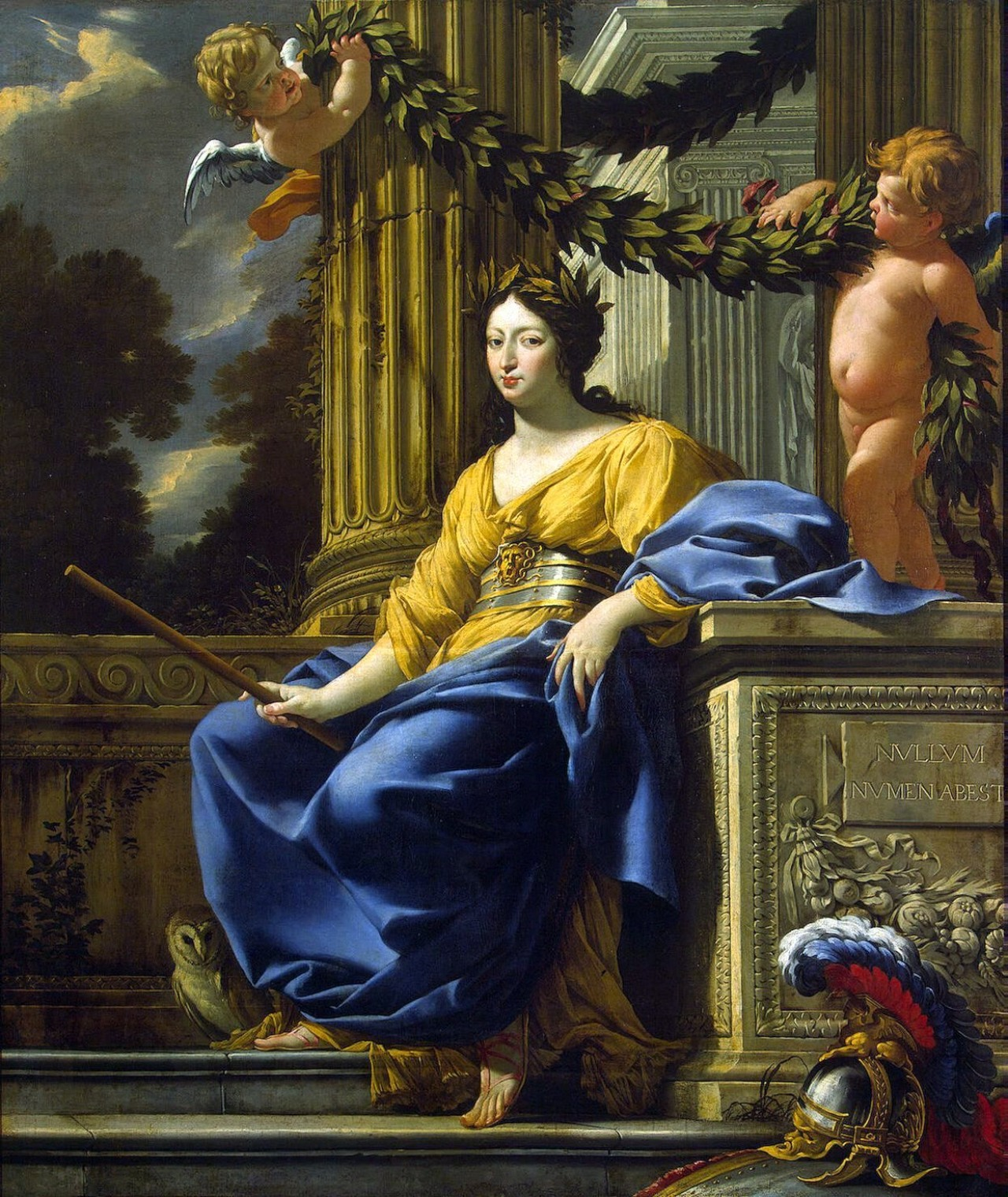
シモン・ヴーエ『ミネルヴァとしてのアンヌ・ドートリッシュの寓意的肖像』1640年代初期
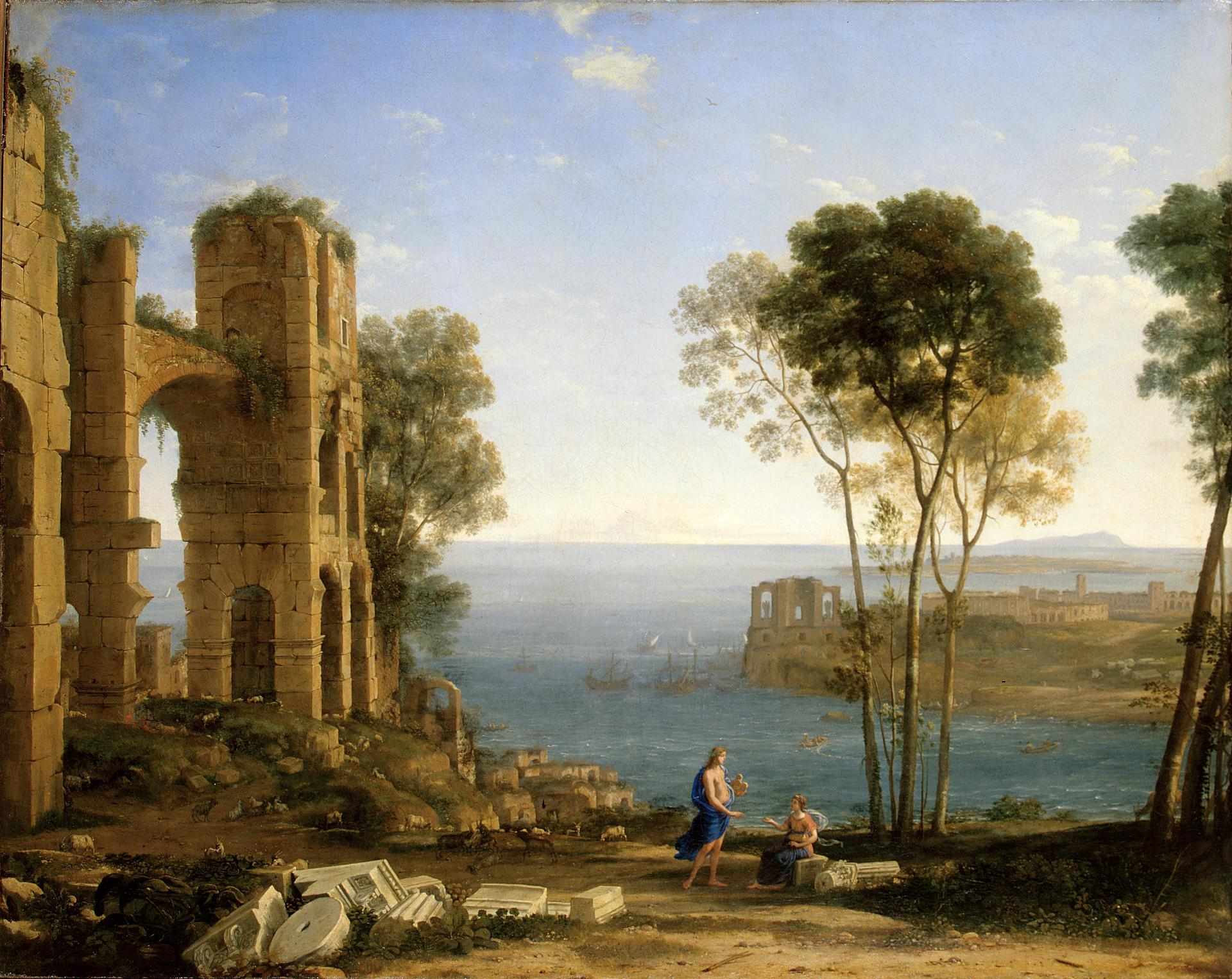
クロード・ロラン『アポロンとクマエの巫女のいる海岸の風景』1645-1649年
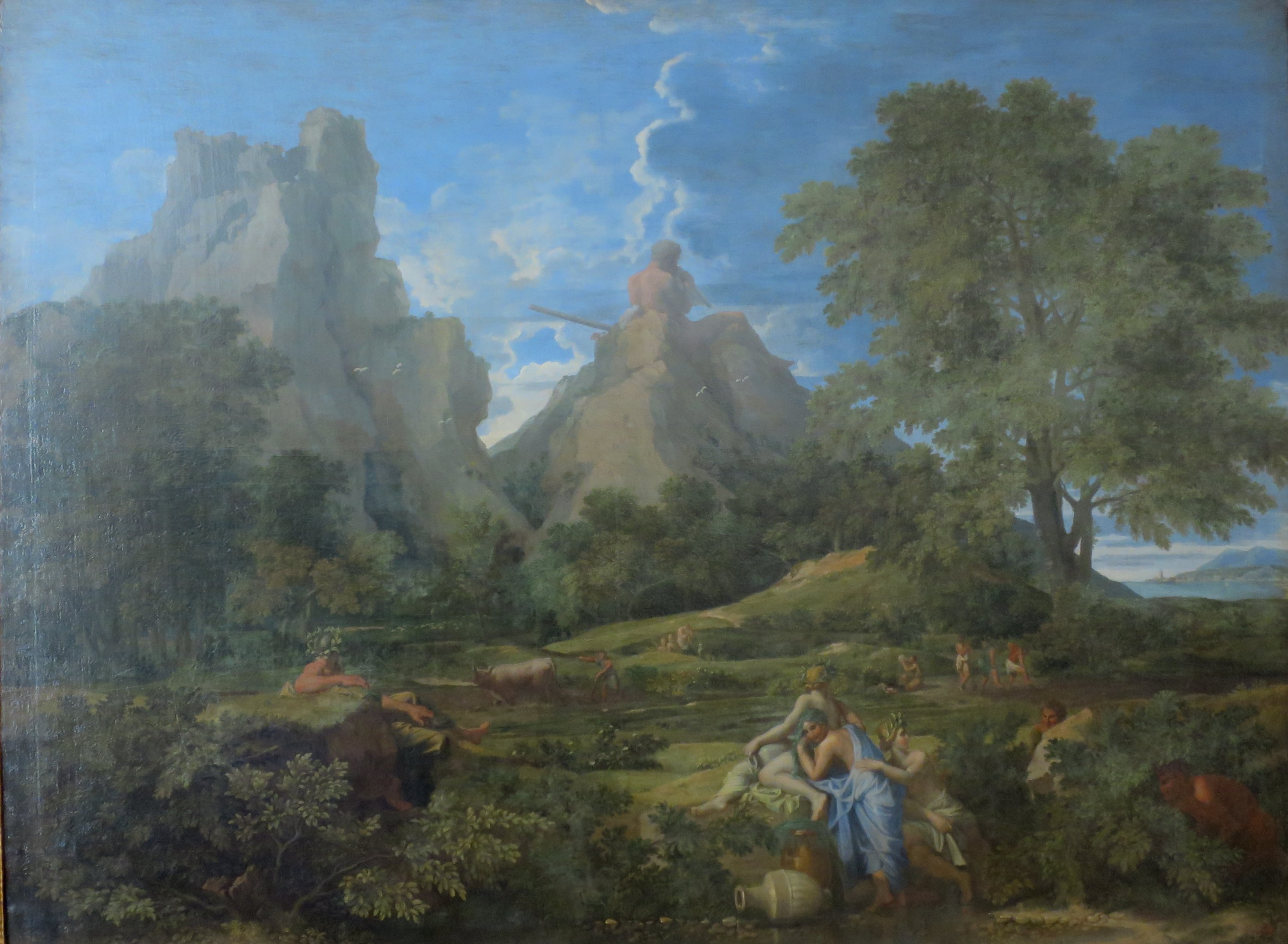
ニコラ・プッサン『ポリュペーモスのいる風景』1649年
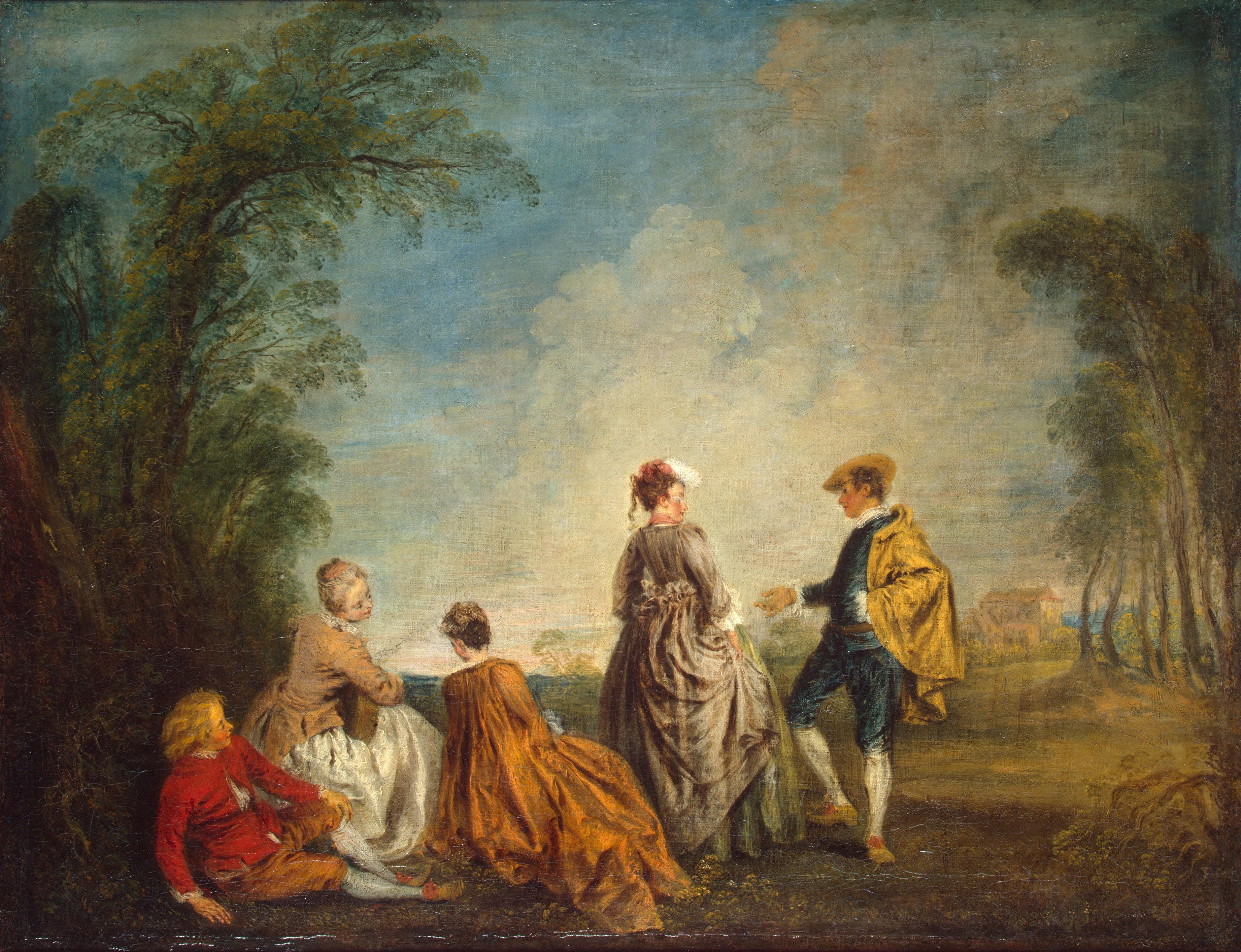
ヴァトー『困った申し出』1715年、または1716年
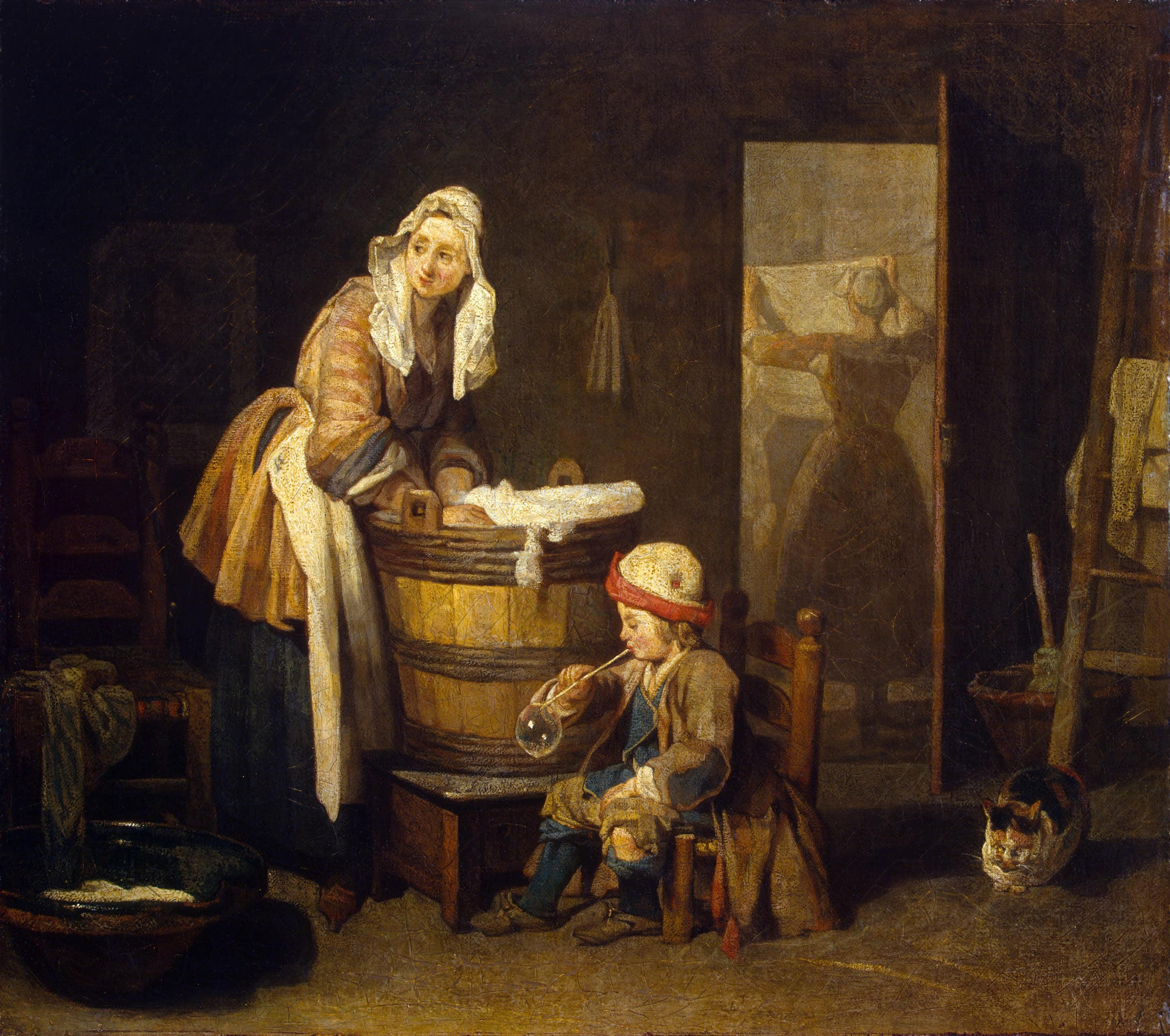
シャルダン『洗濯する女』1730年代
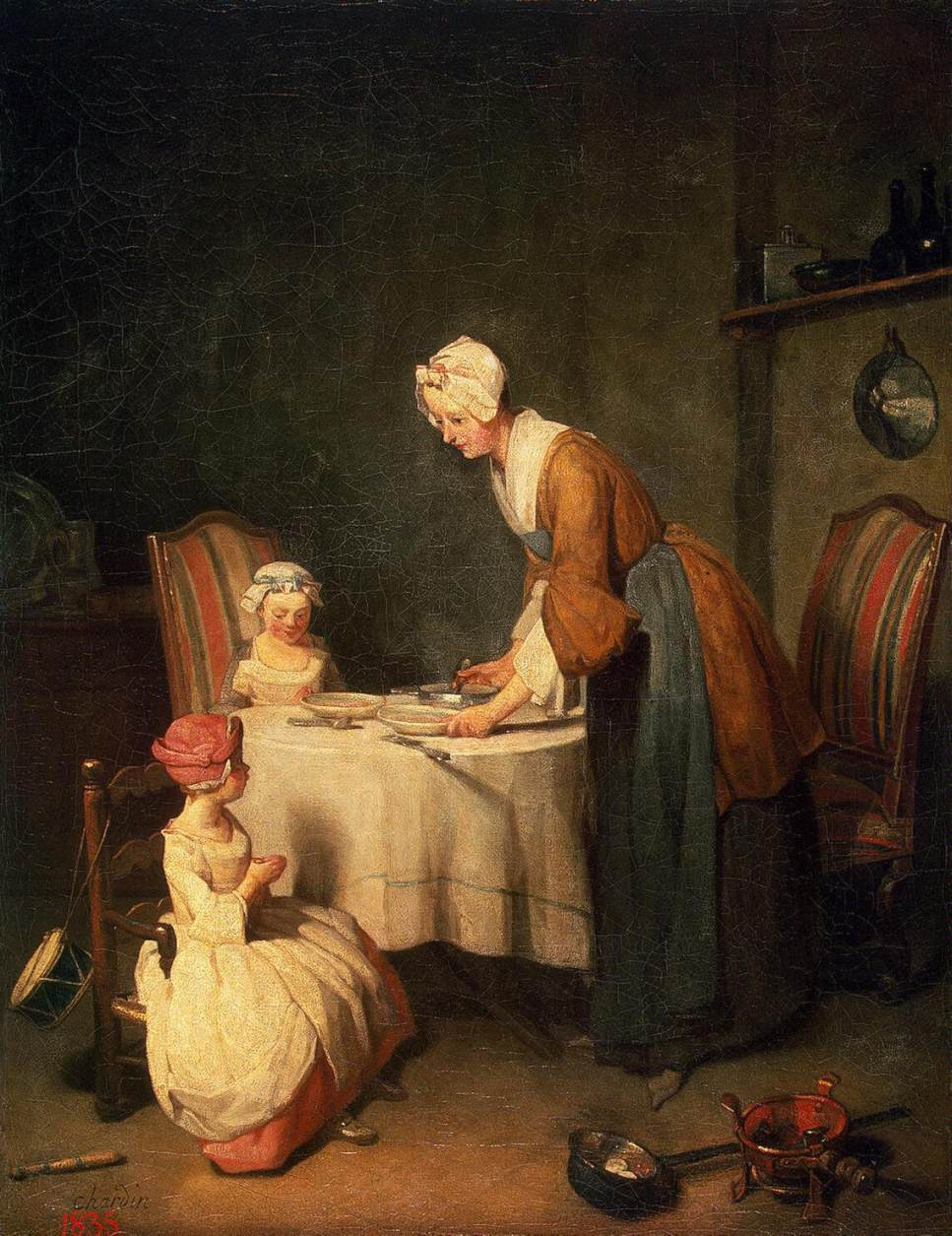
シャルダン『食前の祈り』1744年
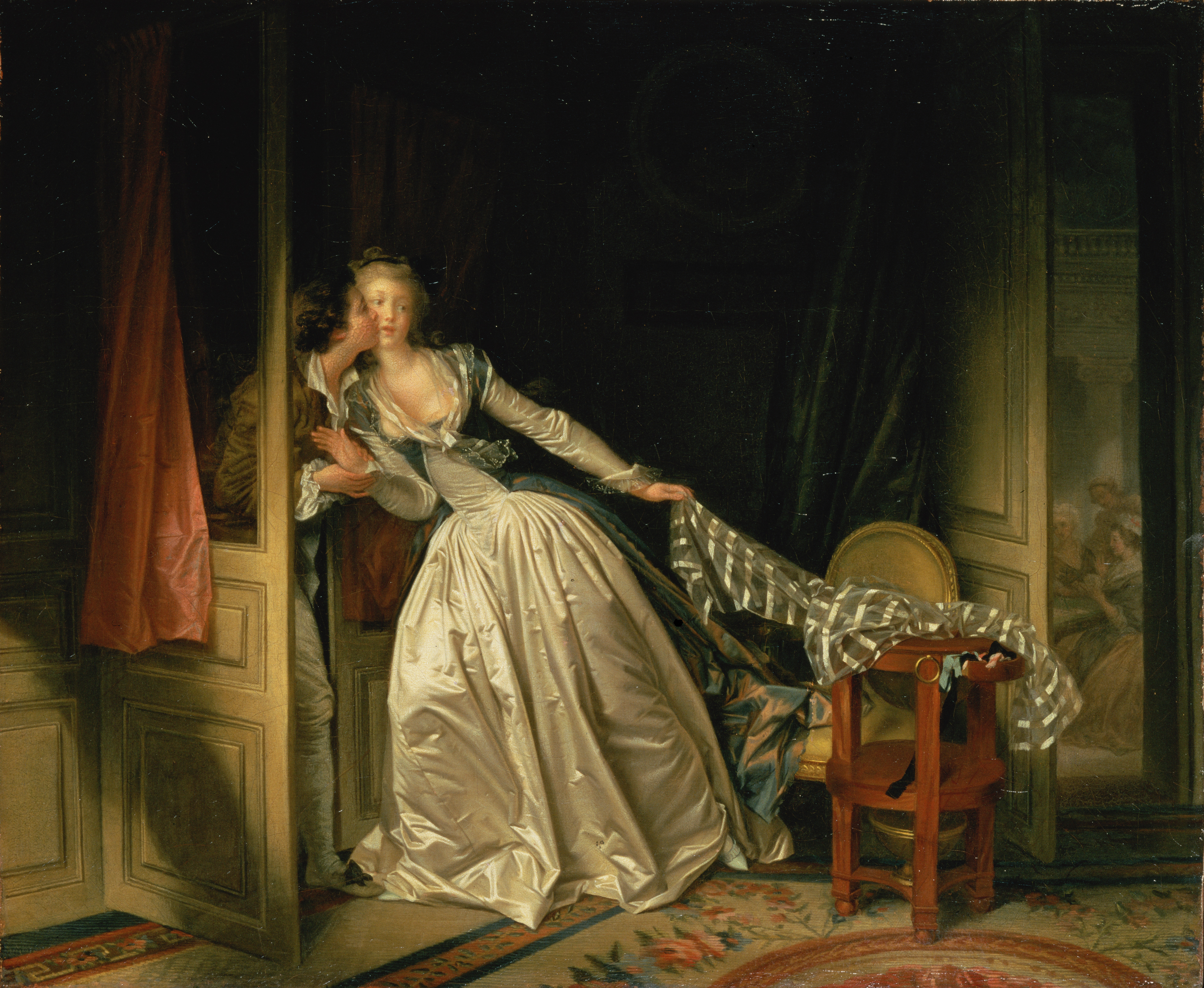
フラゴナール『盗まれた接吻』1787年

#### 印象派以降
- ルノワール 『ジャンヌ・サマリーの肖像』、『扇子を持つ女』、『小さな鞭を持った少年』
- セザンヌ 『ピアノを弾く少女』、『煙草を吸う男』、『カーテンのある静物』
- モネ 『庭の女』、『ジヴェルニーの干草』、『ウォータールー橋』
- ゴッホ 『アルルの女たち』、『ライラックの木』、『夜の白い家』
- ゴーギャン 『果実を持つ女』
- ルソー 『虎のいる熱帯の嵐』
- アンリ・マティス『赤い部屋』『会話』『ダンス』

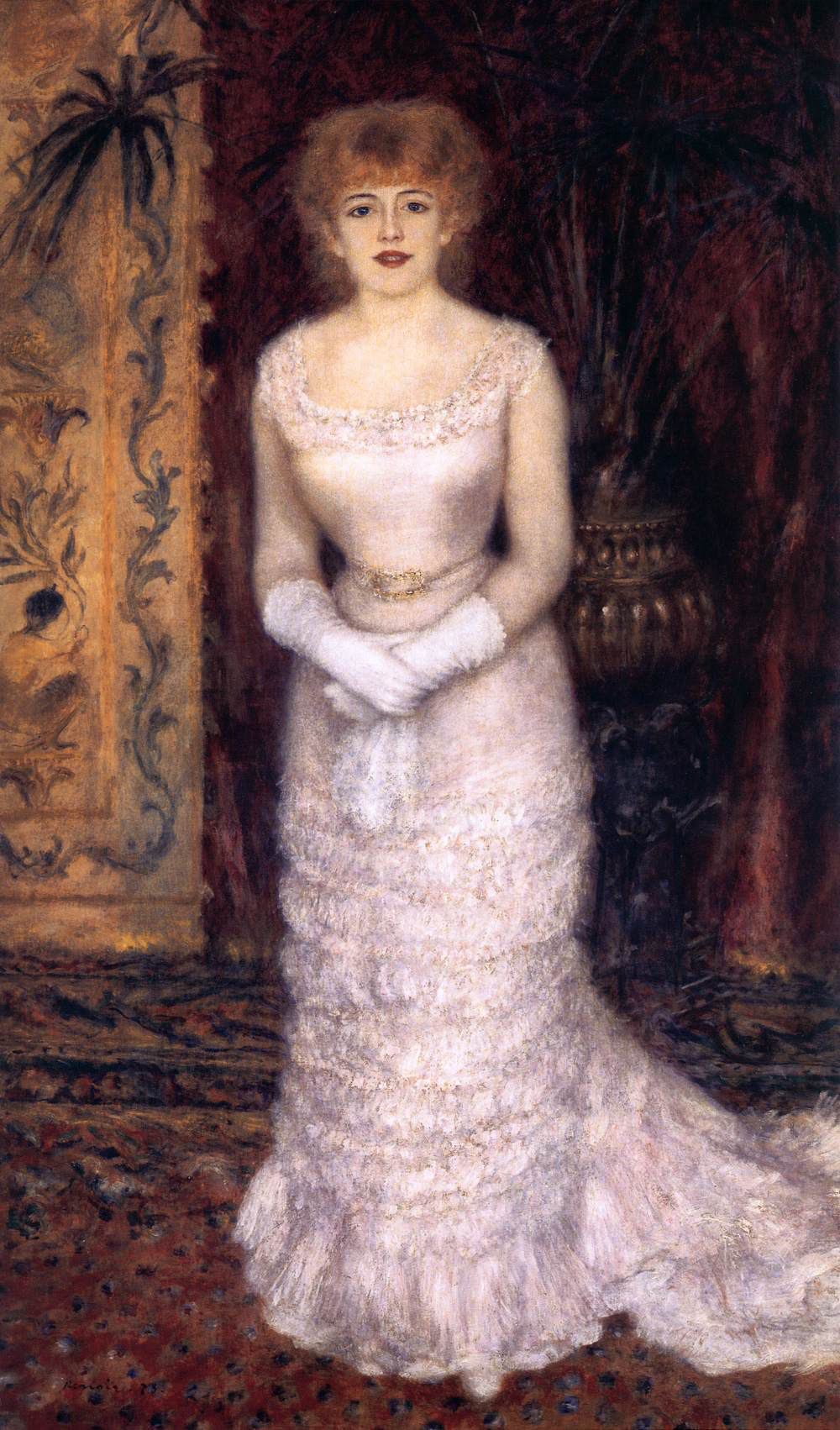
ルノワール『ジャンヌ・サマリーの肖像』1878年
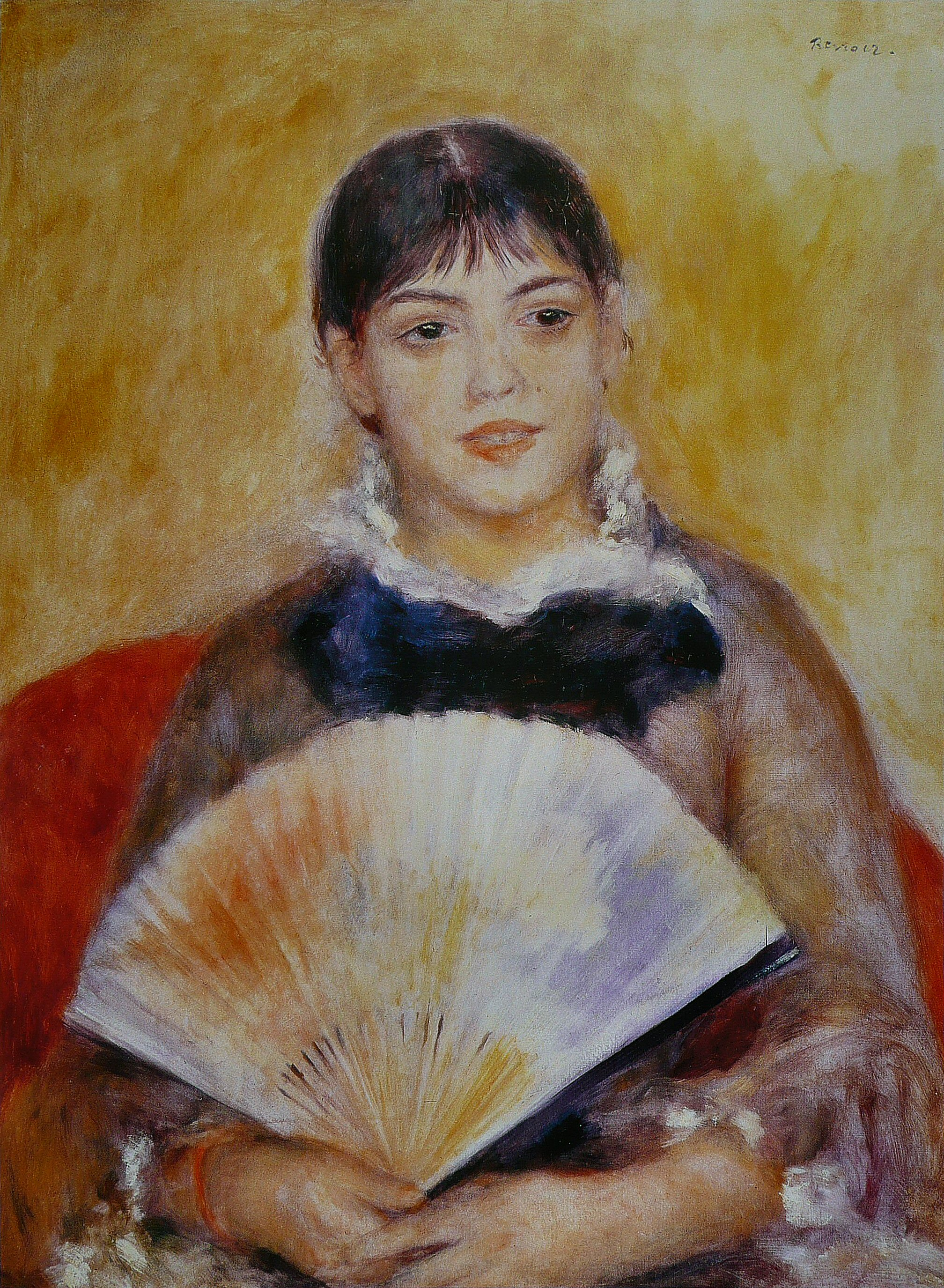
ルノワール『扇子を持つ女』1881年
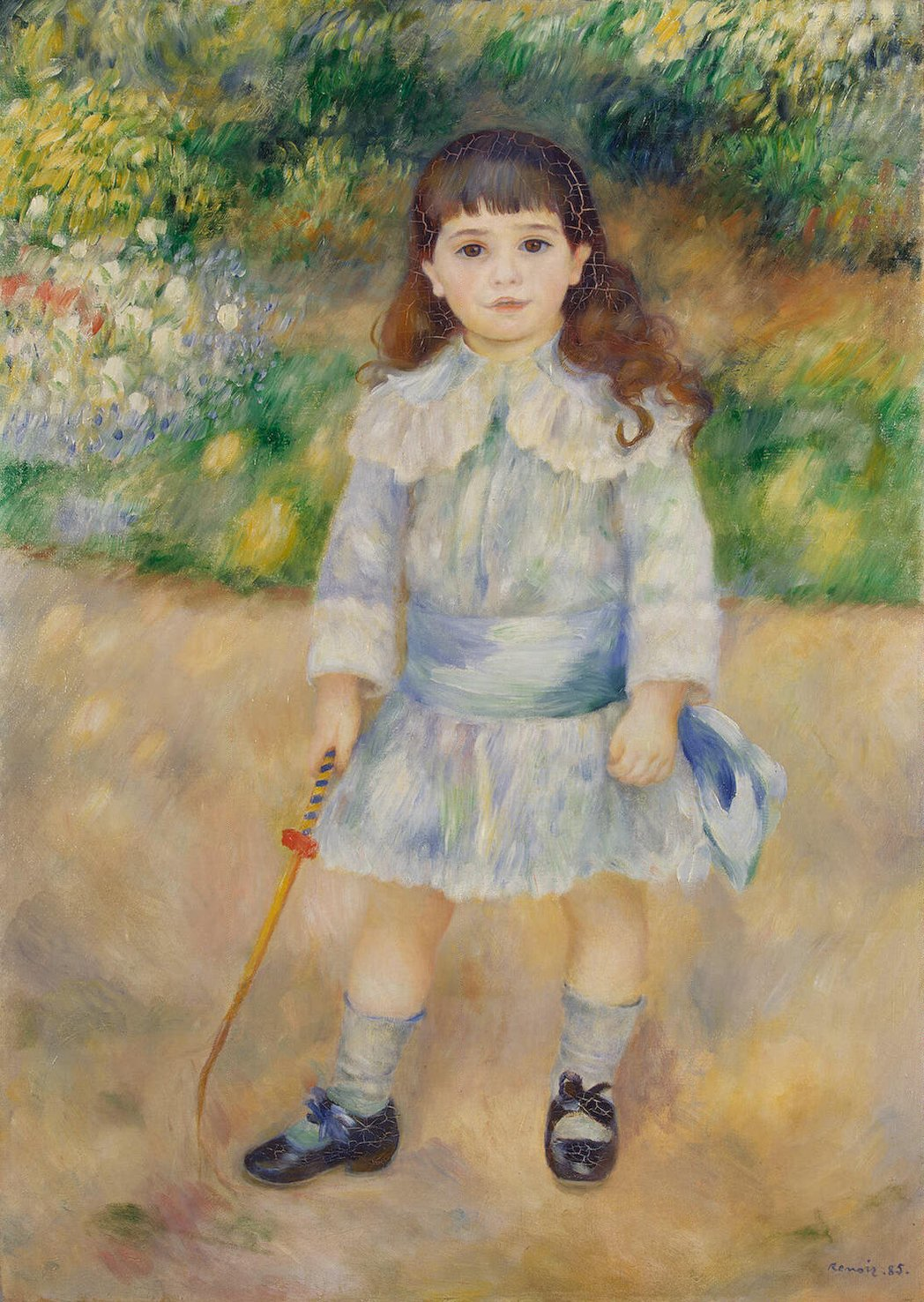
ルノワール『小さな鞭を持った少年』1909年
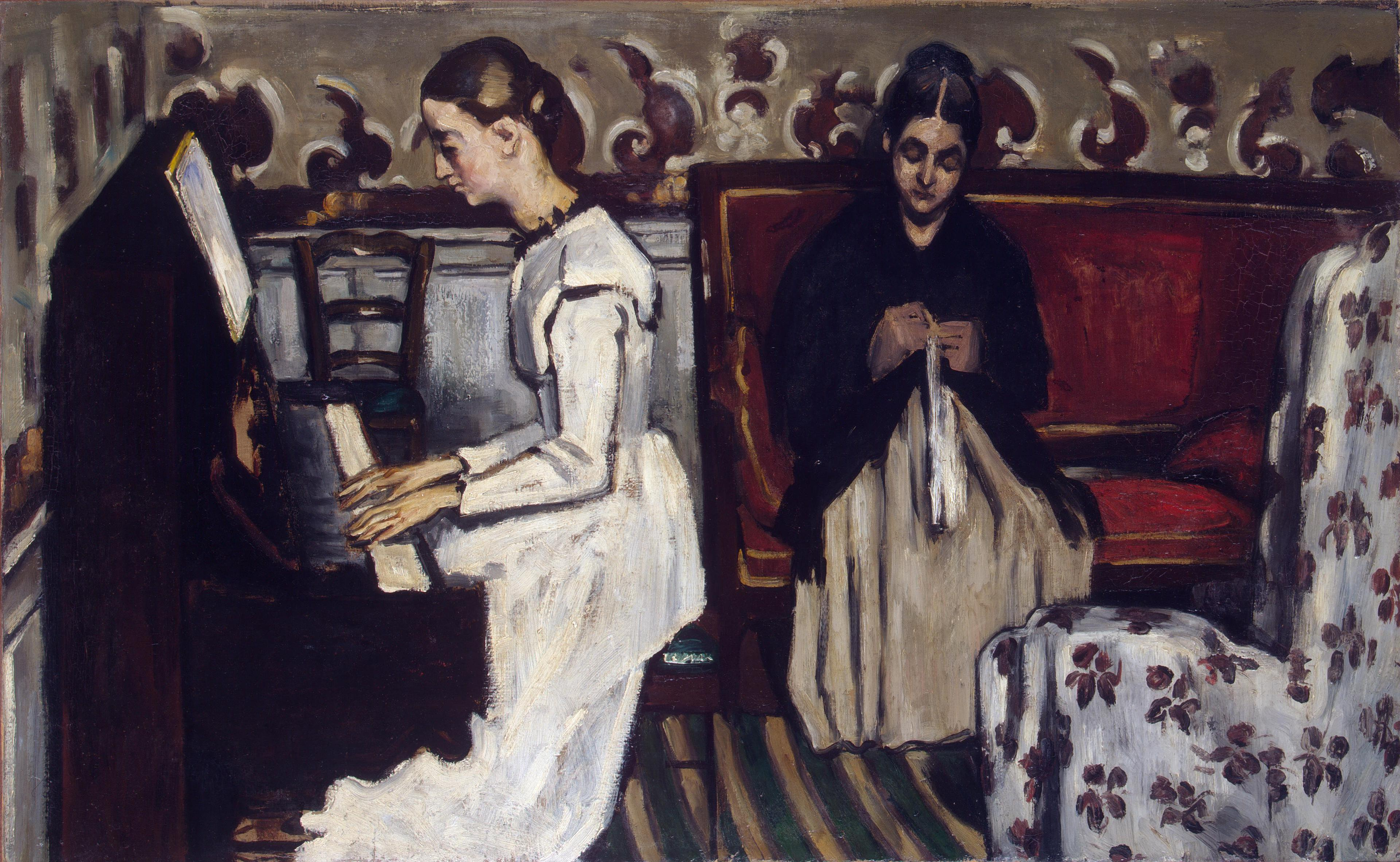
セザンヌ『ピアノを弾く少女』1866年
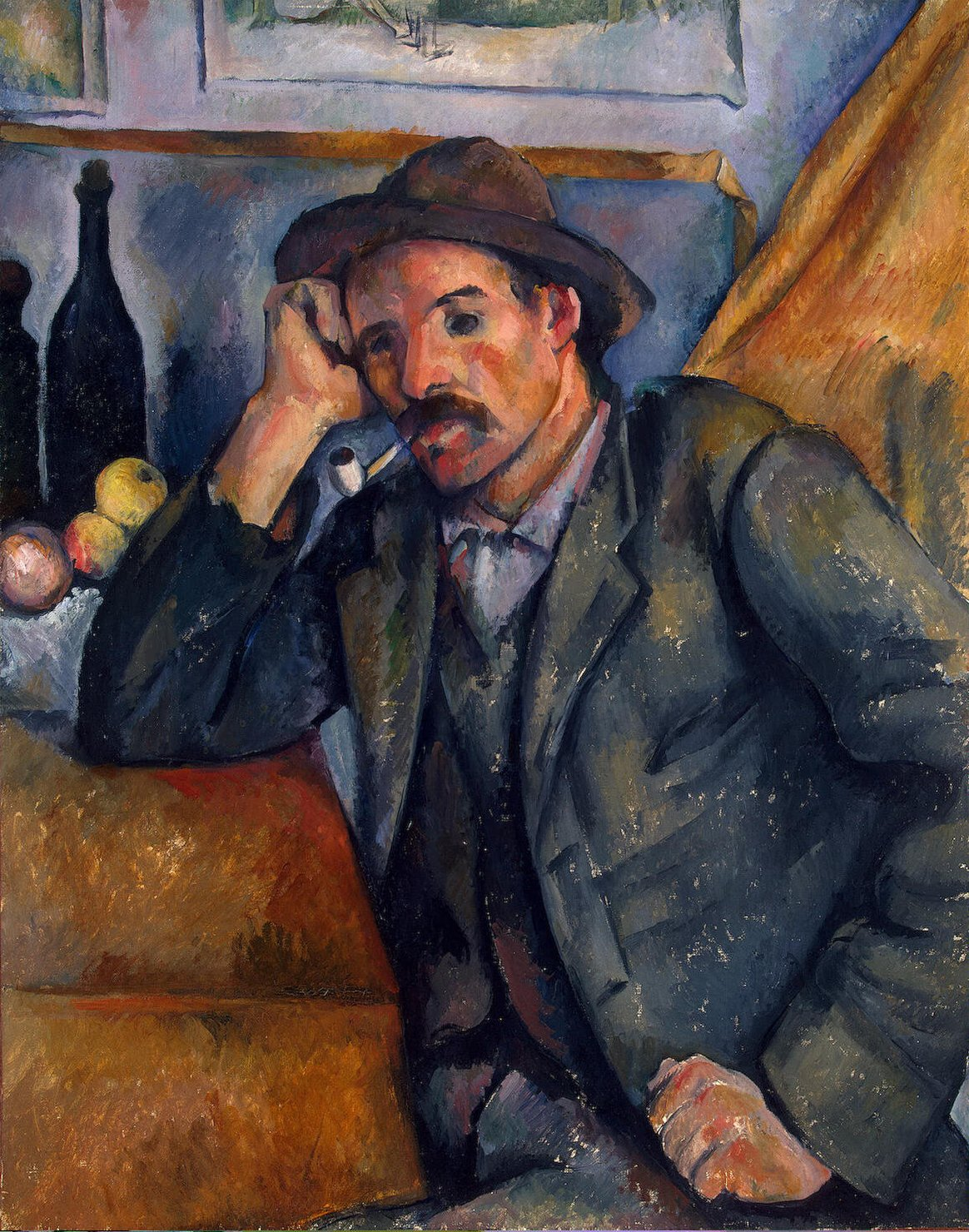
セザンヌ『煙草を吸う男』1889年
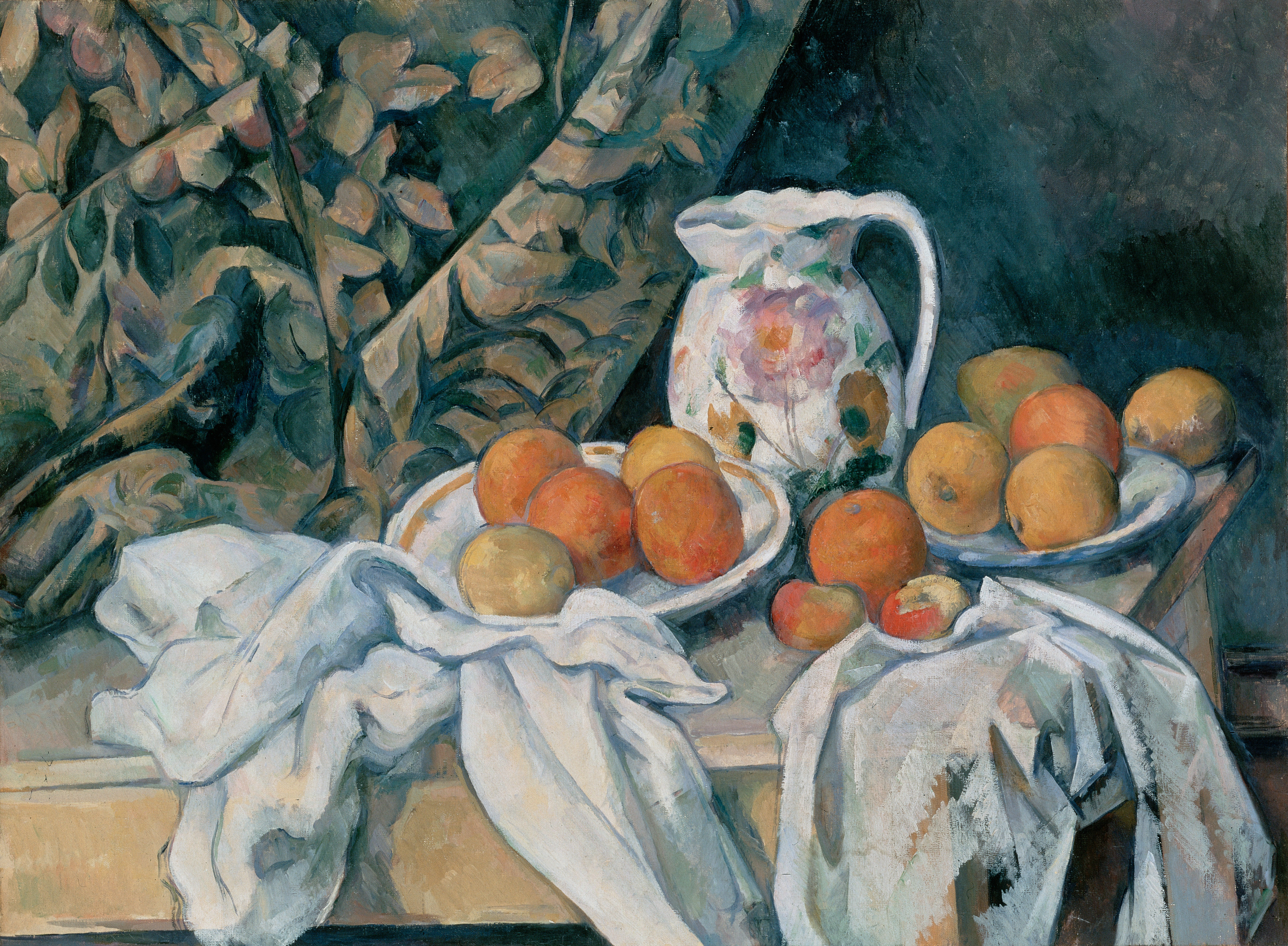
セザンヌ『カーテンのある静物』1890年
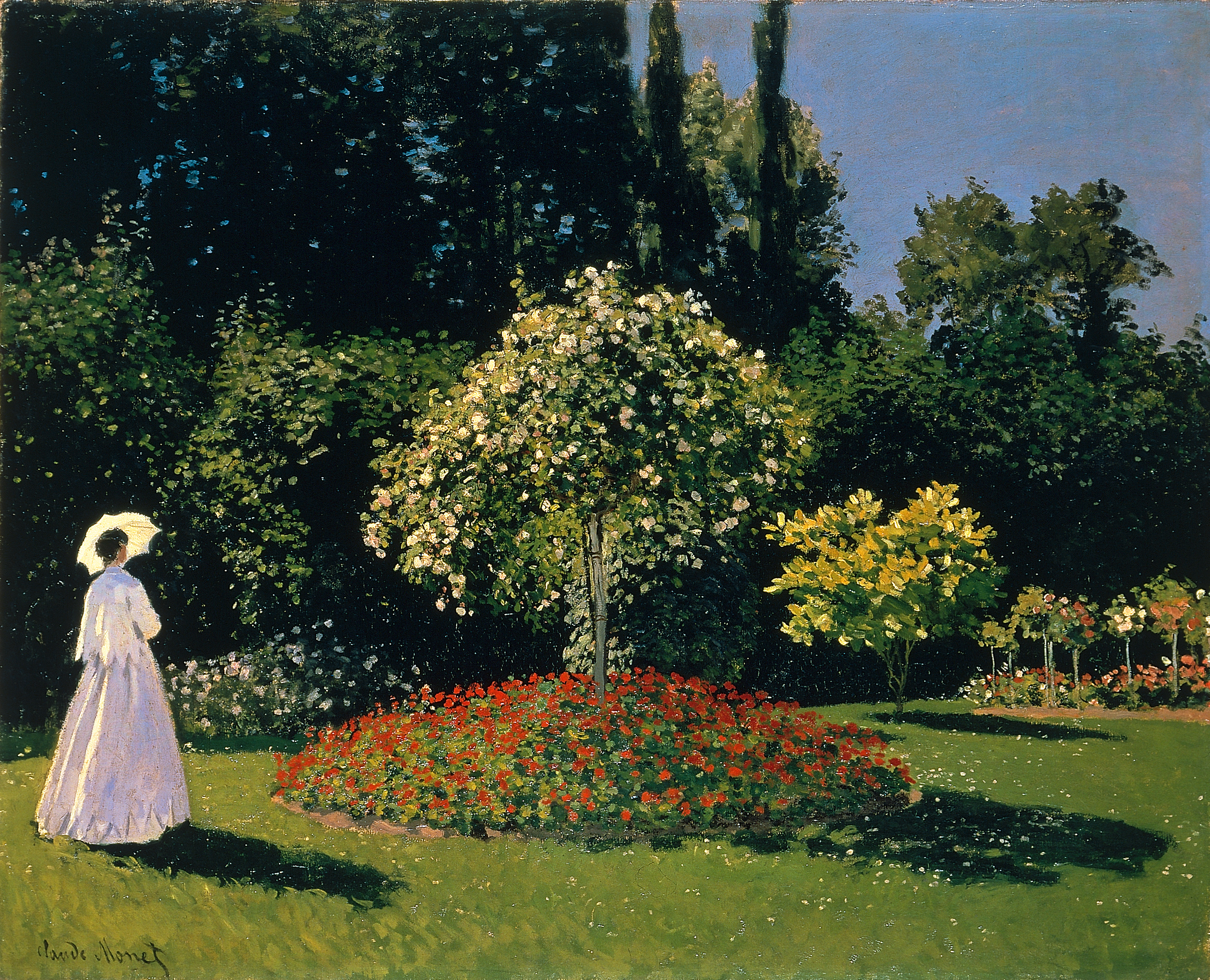
モネ『庭の女』1867年
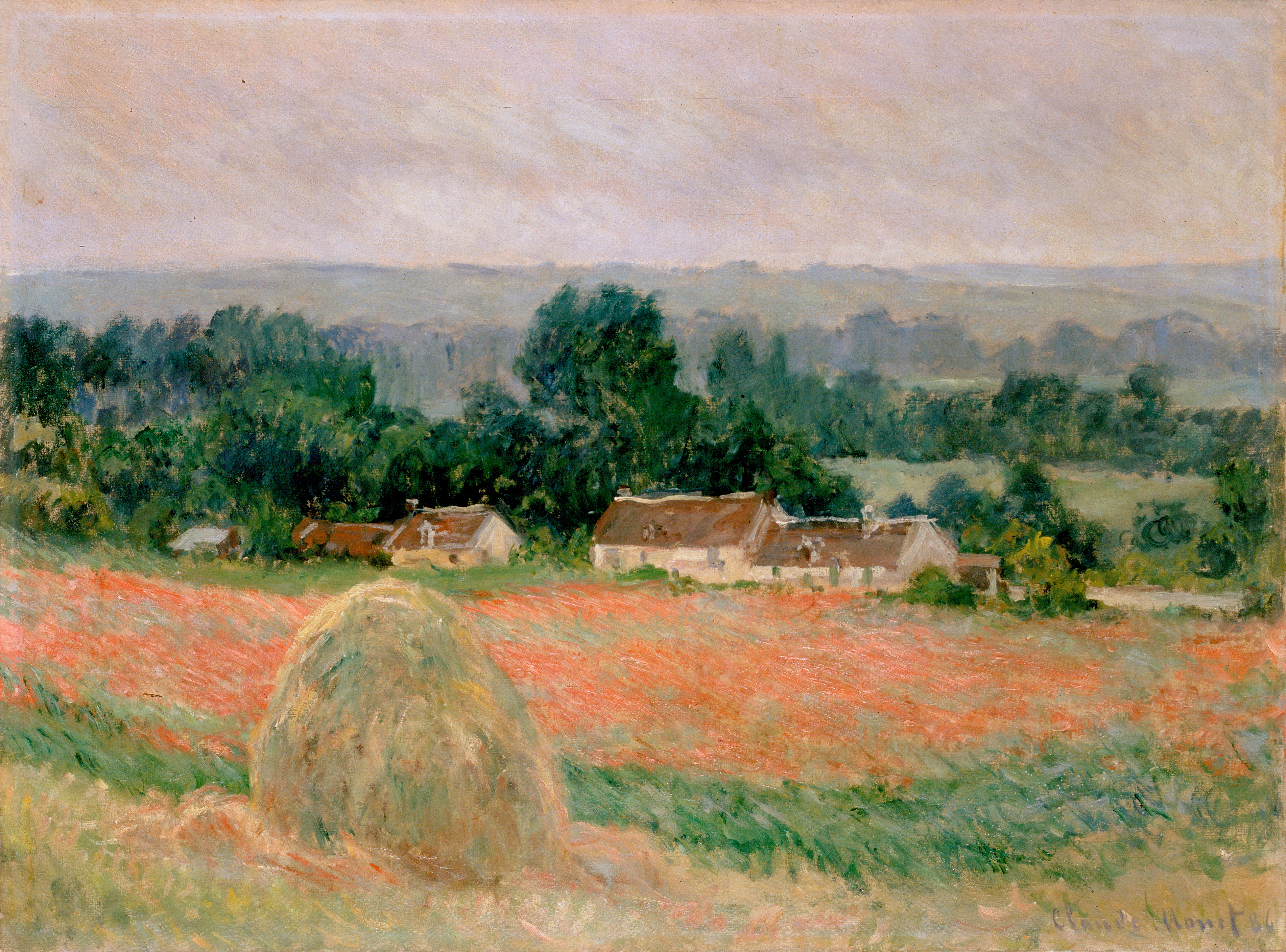
モネ『ジヴェルニーの干草』1886年
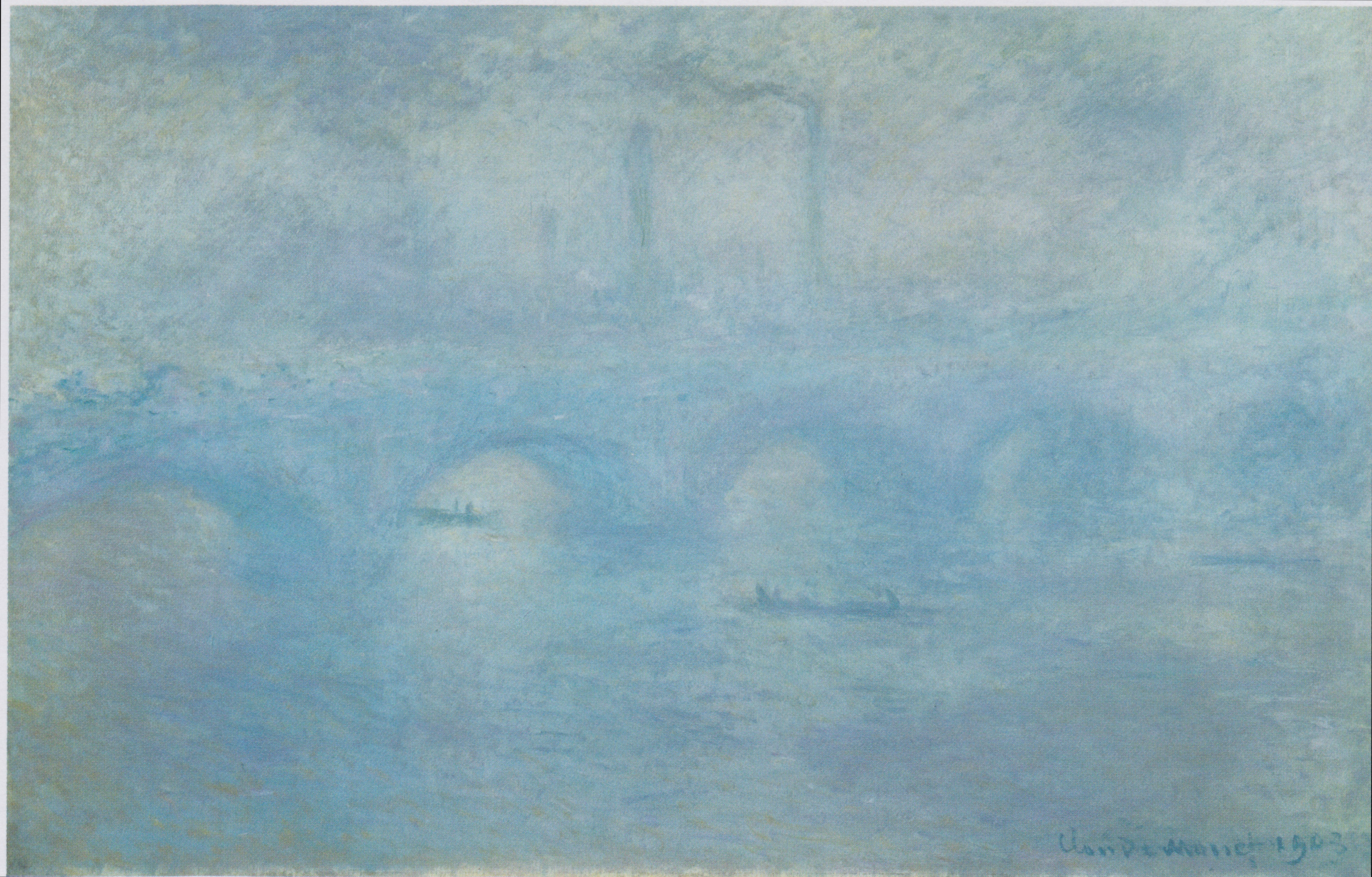
モネ『ウォータールー橋』1903年
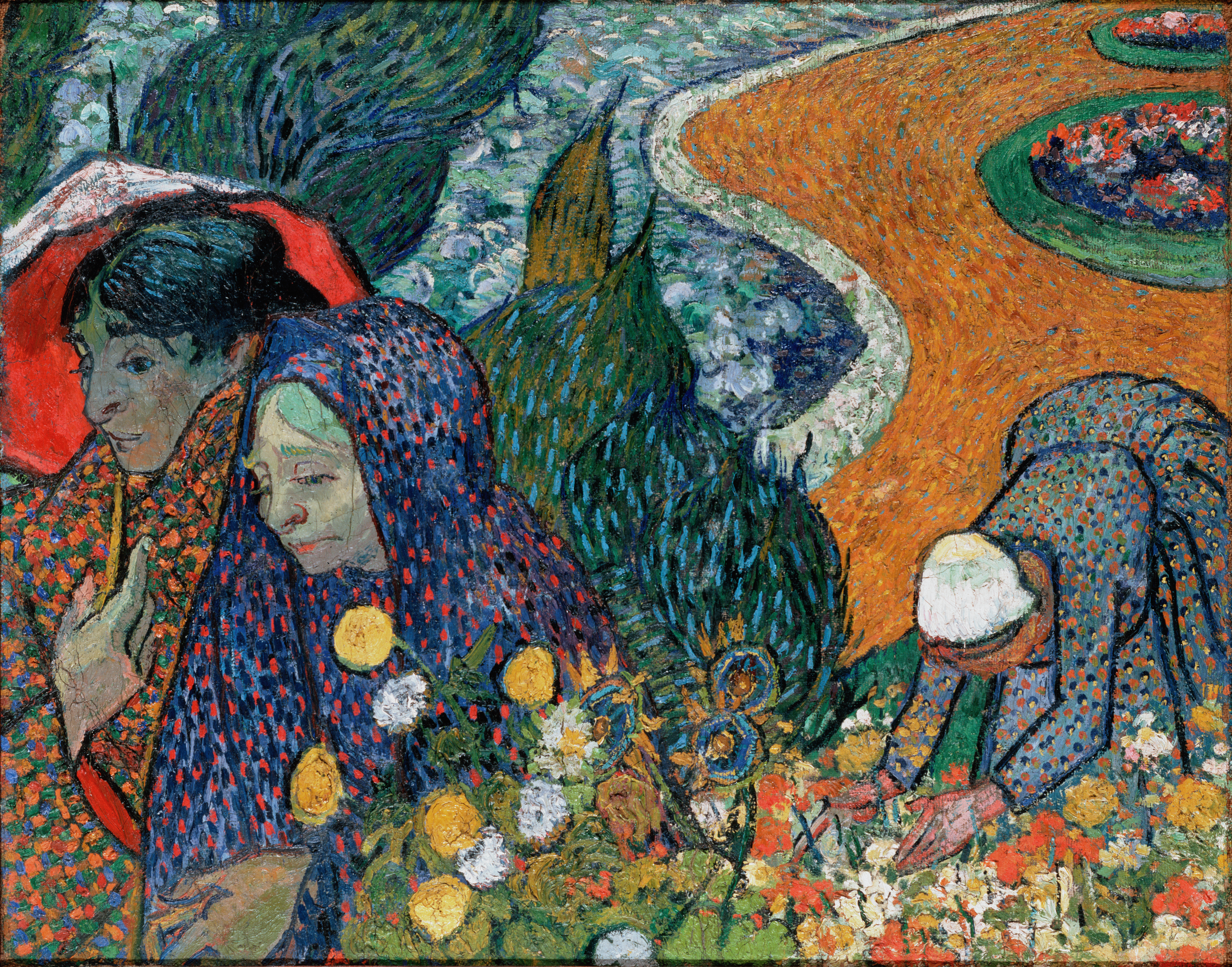
ゴッホ『アルルの女たち』1888年
ゴッホ『ライラックの木』1889年
ゴッホ『夜の白い家』1890年
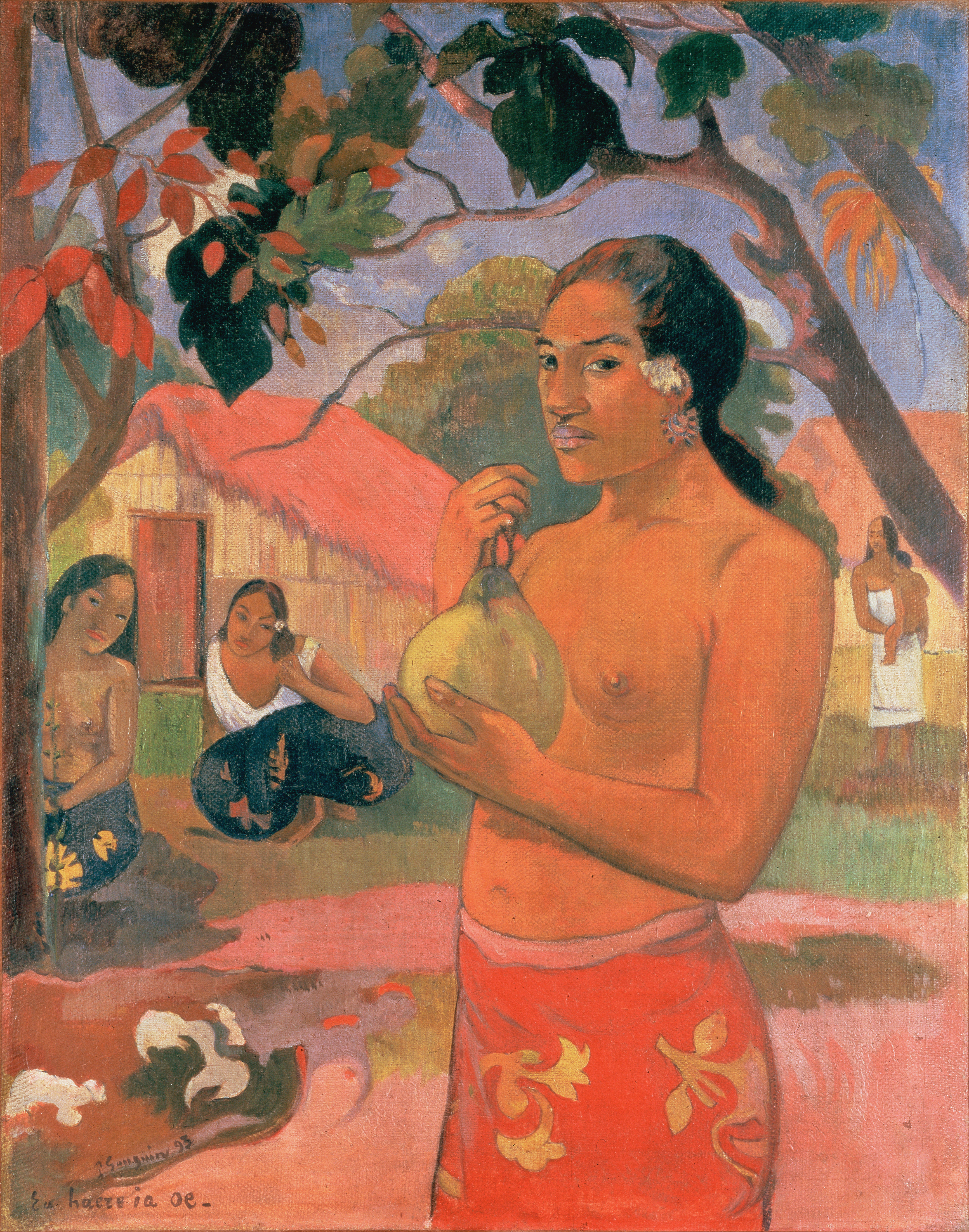
ゴーギャン『果実を持つ女』1893年
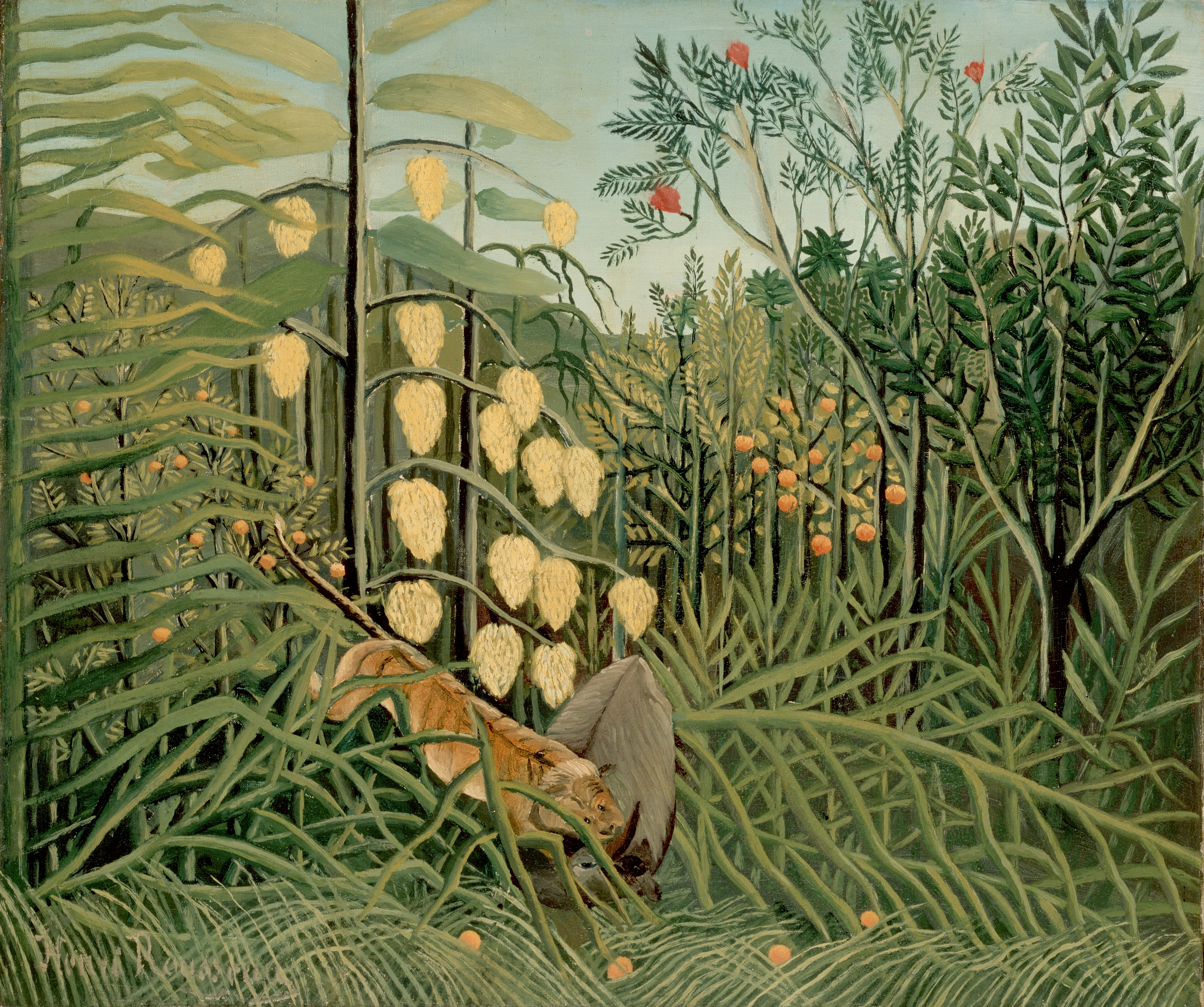
ルソー『虎のいる熱帯の嵐』1908-1909年

### 遺物
- 遊牧民スキタイの残した遺物のほとんどがここに所蔵されている。

## 分館
- エルミタージュルーム（イギリス・ロンドン・サマセット・ハウス内）
- アムステルダム別館（オランダ・アムステルダム）

## アクセス
サンクトペテルブルク地下鉄5号線のアドミラルチェイスカヤ駅(露: Адмиралте́йская)下車。

## ボランティア
詳細は「エルミタージュ美術館ボランティアサービス」を参照。

## その他
- 毎週月曜日は休館日となっている。
- 毎月第一週目の木曜日は無料で入場できる（個人のみ）。
- 館内での写真撮影・ビデオカメラの使用は可能（以前は有料であったが現在は無料。一部不可の場所もある）。
- ネズミ退治のために地下で猫を飼っている。これらの猫は猫好きの職員によって世話されている。(エルミタージュの猫を参照)